# Nike Air Max

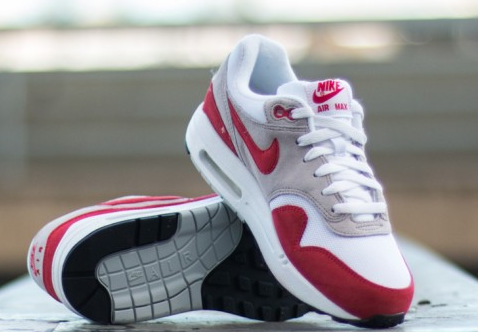
Nike Air Max One, premier modèle sorti en 1987.

La Nike Air Max est un modèle de basket créée pour Nike en 1987 par Tinker Hatfield, designer chez Nike. Elle se distingue par son coussin d'air visible sur les côtés de la semelle. Le premier modèle, appelé « Air Max 87 » ou « Air Max 1 », est blanc, gris et rouge et c'est une véritable icône du running et du streetwear. Elle sort la même année que d'autres modèles phares de la firme de l'Oregon comme la Air Trainer et la Air Safari. Ces nouveautés, et particulièrement la Air Max, marquent l'entrée de Nike dans une nouvelle ère car elle se différencie complètement des designs sobres adoptés jusque-là par l'entreprise. La Air Max relança d'ailleurs l'entreprise qui était sur le point de faire faillite.
La Nike Air Max Plus est une sneaker fabriquée et commercialisée par Nike depuis 1998. Modèle dérivée de la « stab » créée en 1981, la « Tn » datant de 1998 est un modèle emblématique. Elle possède différents surnoms en fonction des pays et des époques, comme « Nike TN », « Nike Tuned » ou « Requin », en français. L'appellation « Requin » revient le plus souvent à cause de la couleur originelle (OG) du modèle, le bleu océan (« Hyper Blue »). Cette paire a été créée par le designer américain Sean McDowell. Elle fut initialement fabriquée au Ghana, puis au Vietnam et en Indonésie.

## Histoire générale des Nike Air Max

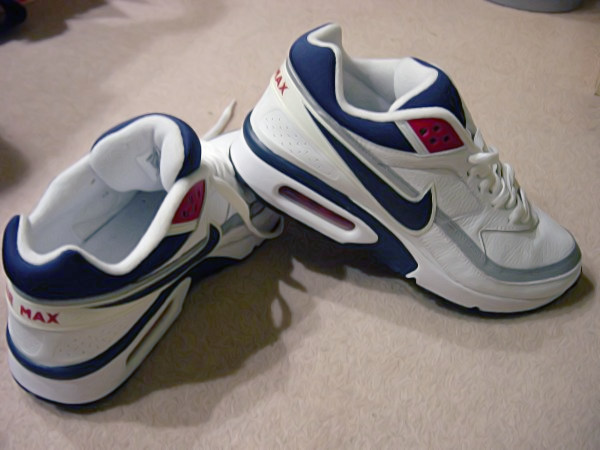
Un modèle de Nike Air Max Classic BW.

La technologie Air est mise au point au milieu des années 1970 par l’ingénieur en aéronautique Marion Franklin Rudy (en). Initialement développée pour améliorer la couche protectrice des casques des astronautes, elle est proposée comme système d’amorti à plusieurs marques avant d’être retenue par Nike en 1977. Lorsque l’ingénieur propose son idée de semelles injectées d’air à Phil Knight (cofondateur de Nike), celui-ci peine à y croire.
Tinker Hatfield, le père de la Nike Air Max, est recruté par Nike en 1981 pour designer des showrooms et des bureaux : il est par la suite débauché pour dessiner des chaussures. Il s'inspire de l'architecture du centre Georges-Pompidou de Paris pour la conception de la Nike Air Max. Il veut que ce nouveau concept de chaussure soit à la fois un accessoire de mode et ait un aspect didactique. Partant du constat que les gens ont du mal à comprendre le sens du Air de Nike Air, il choisit donc d'expliquer l'idée de la manière la plus simple qu'il soit, en montrant la bulle d'air.
Le premier modèle est commercialisé en 1987 et de nombreux modèles avec des designs différents sortent par la suite. Le plus célèbre d'entre eux est probablement la Air Max BW pour « Big Windows », plus communément appelé Air Max Classic. La Air Max est encore aujourd'hui un des best-sellers de Nike qui sort régulièrement de nouveaux designs et de nouvelles couleurs. Cette marque de chaussures s'est auparavant répandue dans certaines cultures musicales comme le hip-hop, le gabber et le hardcore straight edge.

## Gamme

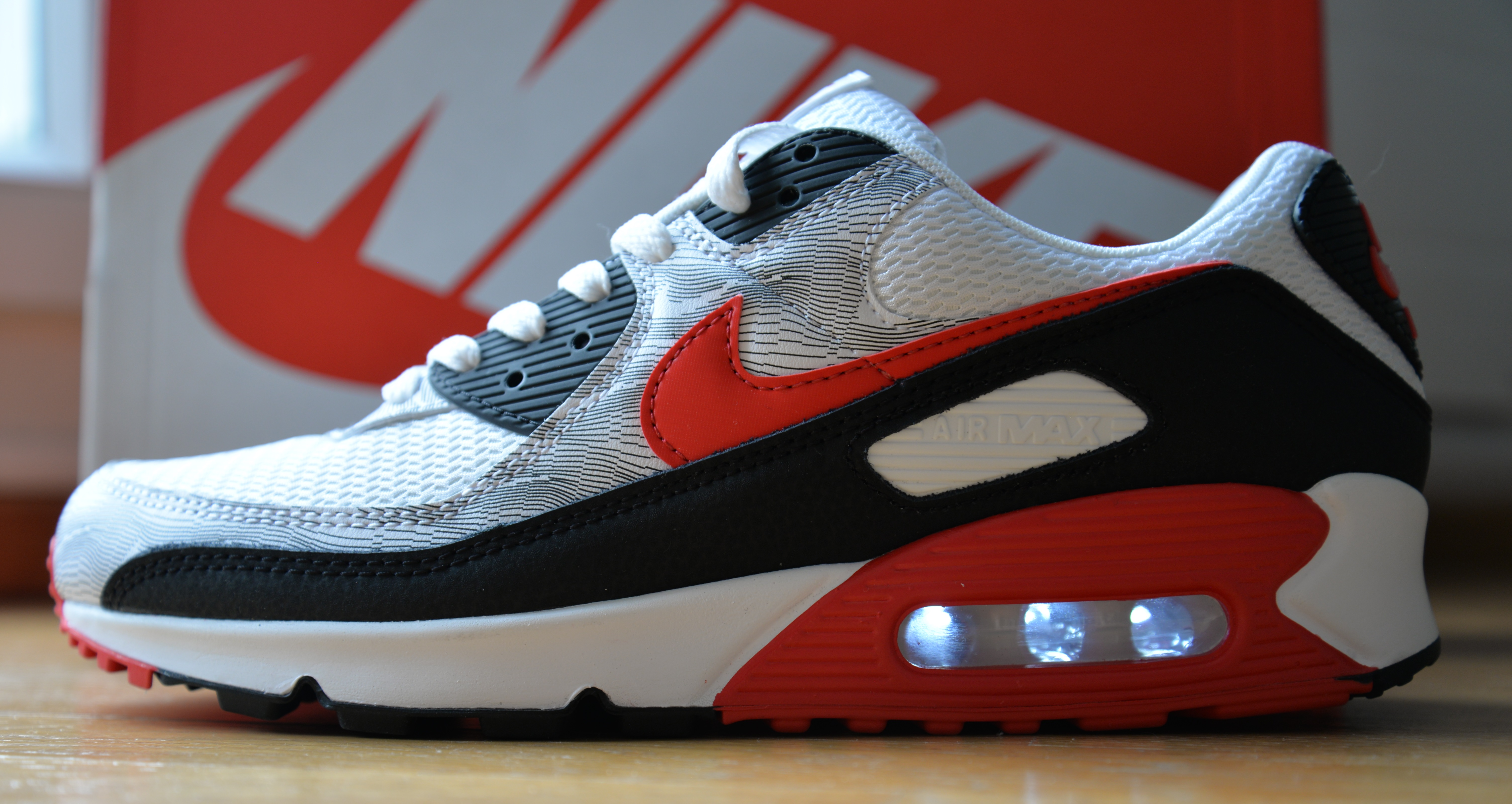
Nike Air Max III Recraft, modèle de 1990.

| Modèle                   | Date de commercialisation | Spécificités |
| ------------------------ | ------------------------- | --- |
| Air Max                  | 1987                      | communément appelée « Air Max 1 »                                                                                              |
| Air Walker Max           | 1988                      | |
| Air Stab                 | 1988                      | |
| Air Max Light            | 1989                      | également appelée « Air Max II »                                                                                               |
| Air Max 90               | 1990                      | également appelée « Air Max III »                                                                                              |
| Air Max 1/90             | 1991                      | Mix entre la Air Max 90 et Air Max 1                                                                                           |
| Air Max Classic BW       | 1991                      | également appelée « Air Classic BW » « Air Max BW » ou « Air Max IV »                                                          |
| Air Structure Triax 91   | 1991                      | |
| Air 180                  | 1991                      | également appelée « Air Max 180 »                                                                                              |
| Air Max ST               | 1992                      | |
| Air Tailwind 92          | 1992                      | |
| Air Max 93               | 1993                      | également appelée « Air Max 270 » ou « Air Max V »                                                                             |
| Air Max 94               | 1994                      | |
| Air Max Burst            | 1994                      | |
| Air Max²                 | 1994                      | prononcé « Air Max Squared »                                                                                                   |
| Air Max² CB '94          | 1994                      | Air Max² Charles Barkley '94                                                                                                   |
| Air Max Triax 94         | 1994                      | |
| Air Max² Light           | 1994                      | prononcé « Air Max Squared Light »                                                                                             |
| Air Max 95               | 1995                      | également appelée « Air Total Max »                                                                                            |
| Air Max Triax Extra      | 1995                      | |
| Air Max Racer            | 1995                      | |
| Air Max CB 34            | 1995                      | |
| Air Max Uptempo          | 1995                      | |
| Air Max 96               | 1996                      | également appelée « Air Total Max 2 »                                                                                          |
| Air Max Triax 2          | 1996                      | |
| Air Max Triax 3          | 1996                      | |
| Air Max Tailwind         | 1996                      | |
| Air Max 96 II            | 1996                      | |
| Air Max Light III        | 1996                      | |
| Air Max Burst II         | 1996                      | |
| Air Max More Uptempo     | 1996                      | |
| Air Max Tailwind II      | 1997                      | |
| Air Max Triax 3 Plus     | 1997                      | |
| Air Max 97               | 1997                      | également appelée « Air Total Max 3 »                                                                                          |
| Air Max Burst III        | 1997                      | |
| Air Max 98               | 1998                      | |
| Air Max Tailwind III     | 1998                      | |
| Air Max Triax IV         | 1998                      | |
| Air Max 98 TL            | 1998                      | également appelée « Air Max 98 II » ou « Air Total Max 4 »                                                                     |
| Nike Air Max Plus        | 1998                      | également appelée « Tn » « Tuned » « Tuned 1 » « Plus 1 » ou « Requin »                                                        |
| Air Max 99               | 1999                      | également appelée « Air Total Max 4+ »                                                                                         |
| Air Tuned Max            | 1999                      | |
| Air Max 120              | 1999                      | |
| Air Tuned Precision      | 1999                      | Modèle Womens de la Tuned Max?                                                                                                 |
| Air Max Plus 2           | 1999                      | |
| Air Tuned Sirocco        | 1999                      | |
| Air Max Posterize SL     | 1999                      | |
| Air Max Tailwind IV      | 1999                      | |
| Air Max Presto           | 2000                      | |
| Air Max 2000             | 2000                      | |
| Air Max 2000             | 2000                      | 2e Air Max sortie en 2000 |
| Air Max Plus III         | 2000                      | |
| Air Max Deluxe           | 2000                      | |
| Air Max Tailwind 5       | 2000                      | |
| Air Tuned Sirocco        | 2000                      | 2e version de la « Air Tuned Sirocco »                                                                                         |
| Air Max 2001             | 2001                      | |
| Air Max Tailwind 5+      | 2001                      | |
| Air Max Deluxe E         | 2001                      | |
| Air Max Tailwind 6       | 2001                      | |
| Air Max 2002             | 2002                      | |
| Air Max Plus IV          | 2002                      | |
| Air Max Ltd              | 2002                      | |
| Air Max Dolce            | 2002                      | |
| Air Max Tailwind 7       | 2002                      | |
| Air Max 2003             | 2003                      | |
| Air Max Panoramic        | 2003                      | |
| Air Max Plus V           | 2003                      | |
| Air Max Tailwind 8       | 2003                      | |
| Air Max 2004             | 2004                      | |
| Air Max Plus VI          | 2004                      | |
| Air Max Tailwind 9       | 2004                      | |
| Air Max Destined         | 2006                      | |
| Air Max 360              | 2006                      | |
| Nike Air Max Plus VII    | 2006                      | |
| Air Max 180+             | 2006                      | Redesign de la Air 180 |
| Air Max 360 Neo          | 2007                      | |
| Air Max 360 II           | 2007                      | |
| Air Max 180+ II          | 2007                      | |
| Air Max 180+ III         | 2007                      | |
| Air Max Plus 8           | 2007                      | |
| Air Max Plus 9           | 2007                      | |
| Air Max Tailwind 2008    | 2008                      | |
| Air Max Elite            | 2008                      | |
| Air Max 360 III          | 2008                      | |
| Air Max Skyline          | 2008                      | Inspirée de la Air Max 1 et de la Air Max 90                                                                                   |
| Air Max T-Zone           | 2009                      | |
| Air Max 2009             | 2009                      | |
| Air Max 90 Current       | 2009                      | Adaptation de la « Air Max 90 », avec comme changement le plus notable la "toe box"                                            |
| Air Maxim                | 2009                      | Adaptation de la « Air Max 1 », Flywire (en)                                                                                   |
| Air Max BW Gen II        | 2010                      | Adaptation de la « Air Max BW »                                                                                                |
| Air Max 2010             | 2010                      | |
| Air Max Command          | 2010                      | Style retro |
| Air Max Modular 95       | 2010                      | Mix entre la Air Max 95 et la Air Max Classic BW                                                                               |
| Air Max Modular 98       | 2010                      | Mix entre la Air Max Plus et la Air Max Classic BW                                                                             |
| Air Max Tailwind+ 2      | 2010                      | |
| Air Max Liquid Racer     | 2010                      | Style retro |
| Air Max Trainer 1        | 2010                      | |
| Air Max Trainer 1+       | 2010                      | « Air Max Trainer 1 » avec « Flywire », « toe strap », et la « 360 Air Max Technology »                                        |
| Air Max Turbulence       | 2010                      | |
| Air Max 2011             | 2011                      | |
| Air Max 24/7             | 2011                      | |
| Air Max Odyssey          | 2011                      | |
| Air Max Navigate         | 2011                      | Style retro |
| Air Max+ 2012            | 2012                      | |
| Air Max Chase            | 2012                      | Style retro |
| Air Max Correlate        | 2012                      | Style retro |
| Air Max+ 2013            | 2013                      | |
| Air Max Qs 13            | 2013                      | Édition spéciale USATF de la Air Max 2013                                                                                      |
| Air Max Qs 87            | 2013                      | Édition spéciale USATF de la Air Max 2013 avec le upper de la Air Max 87(Air Max 1)                                            |
| Air Max Qs 97            | 2013                      | Édition spéciale USATF de la Air Max 2013 avec le upper de la Air Max 97                                                       |
| Air Max Coliseum Racer   | 2013                      | Style retro |
| Air Max Ivo              | 2013                      | Style retro |
| Air Max Tavas            | 2014                      | |
| Air Max 2014             | 2014                      | |
| Flyknit Max              | 2014                      | |
| Air Max 90 Lunar         | 2014                      | Air Max 90 utilisant la technologie Lunar                                                                                      |
| Air Max 90 Ultra         | 2015                      | Modernisation de la Air Max 90                                                                                                 |
| Air Max 1 Ultra          | 2015                      | Modernisation de la Air Max 1                                                                                                  |
| Air Max 1 Lunar          | 2014                      | Air Max 1 utilisant la technologie Lunar                                                                                       |
| Air Max 2015             | 2015                      | |
| Air Max Zero             | 2015                      | Imaginé en 1985 (avant la Air Max 1)                                                                                           |
| Air Max 2016             | 2016                      | |
| Air Max 1 Flyknit        | 2016                      | Air Max 1 utilisant la technologie Flyknit                                                                                     |
| Air Max 90 Ultra Flyknit | 2017                      | Air Max 90 utilisant la technologie Flyknit                                                                                    |
| Air Max 2017             | 2017                      | |
| VaporMax                 | 2017                      | |
| VaporMax CS              | 2017                      | Version en mesh de la VaporMax                                                                                                 |
| Air Max 97/1 SW          | 2017                      | Imaginé par le gagnant du concours "on air" (Sean Wotherspoon), c'est un mix de la 1 et 97                                     |
| Air Max 270              | 2018                      | |
| VaporMax Plus            | 2018                      | Mix entre la VaporMax et Air Max plus                                                                                          |
| VaporMax 95              | 2018                      | Mix entre la VaporMax et Air Max 95                                                                                            |
| VaporMax 97              | 2018                      | Mix entre la VaporMax et Air Max 97                                                                                            |
| VaporMax Utility         | 2018                      | |
| Air Max 97/Plus          | 2018                      | Mix entre la Air Max Plus et Air Max 97                                                                                        |
| Air Max Plus 97          | 2018                      | Mix entre la Air Max 97 et Air Max Plus                                                                                        |
| Air Max 1/90             | 2018                      | Mix entre la Air Max 90 et Air Max 1 (réédition)                                                                               |
| Air Max 1 G              | 2019                      | Air Max 1 adaptée pour le golf                                                                                                 |
| VaporMax 2019            | 2019                      | |
| Air Max 720              | 2019                      | |
| Air Max 720 Saturn       | 2019                      | |
| Air Max 720 Jordan Proto | 2019                      | |
| Air Max 720 More Uptempo | 2019                      | Mix entre la Air Max 720 et Air Uptempo                                                                                        |
| Air Max 720 OBJ          | 2019                      | Model fait sur mesure pour Odell Beckham Junior                                                                                |
| Air Max 720 Waves        | 2019                      | |
| Air Max 720 ISPA         | 2019                      | |
| Air Max 720-818          | 2019                      | |
| Air Max Horizon          | 2019                      | |
| Air Max 200              | 2019                      | |
| Air Max 270 React        | 2019                      | Mix entre la Air Max 270 et React Element 87                                                                                   |
| VaporMax Utility 2019    | 2019                      | |
| Air Max 97 G             | 2020                      | Air Max 97 adaptée pour le golf                                                                                                |
| Air Max 270 React ENG    | 2020                      | |
| Air Max Excee            | 2020                      | Modèle inspiré par la Air Max 90                                                                                               |
| Air Max 2090             | 2020                      | Design futuriste de la Air Max 90                                                                                              |
| Air Max 90 Recraft       | 2020                      | Retour à la forme de la chaussure de 1990                                                                                      |
| Air Max Génome           | 2021                      | |
| Air Max 2021             | 2021                      | |
| Air Max Pre-Day          | 2021                      | |
| Air Max TW               | 2021                      | Basket hybride, inspirée de la Air Max Tailwind et de la Air Max Plus                                                          |
| Air Max Terrascape Plus  | 2021                      | Variante de la Tn présentée comme plus "écologique"                                                                            |
| Air Max Plus Utility     | 2023                      | Surnommée aussi "Toggle" |
| Air Max Pulse            | 2023                      | Inspirée par la Air Max 270 |
| Air Max Plus Drift       | 2024                      | Modèle d'Air Max Plus d'avantage résistant avec semelle caoutchouc                                                             |
| Air Max Dn               | 2024                      | Nouvel amorti Dynamic Air |
| Air Max Portable         | 2024                      | |
| Air Max Waffle           | 2024                      | Modèle hybride assemblant l'amorti Tuned Air de la Tn avec la semelle extérieure gaufrée de la Waffle Trainer des années 1970. |
| Air Max Dn 8             | 2025                      | Modèle évolué de la DN de 2024                                                                                                 |

## Nike Air Max Zéro

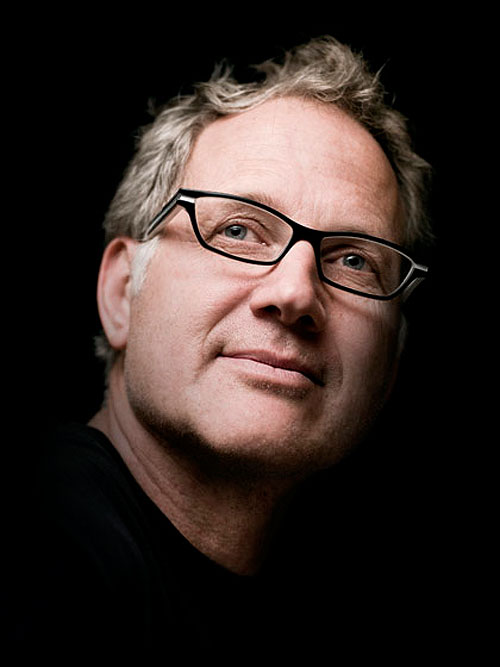
Tinker Hatfield, créateur de la Nike Air Max.

En 1985, Nike ne domine pas le marché des sneakers. Même le jeune basketteur Mickaël Jordan, qui vient de signer un contrat avec l'entreprise de Beaverton, dénigre volontiers les premières Air Jordan. Il est nécessaire donc pour les dirigeants de la marque de valoriser leurs produits. Ils  organisent alors un concours de design pour la conception de chaussures. Tinker Hatfield, architecte de formation, y participe et se distingue de ses adversaires. De ce fait, il est  chargé de concevoir une nouvelle chaussure de course, capable de surpasser celles des concurrents.
Selon ses propos, c'est en observant le centre Pompidou à Paris que Tinker Hatfield a trouvé l'inspiration. Suivant l'exemple de Renzo Piano, il souhaite que le public puisse comprendre et surtout voir la technologie Nike Air : le coussin d'air imaginé par l'ingénieur aérospatial Frank Rudy au milieu des années 1970 doit être mis en valeur. Ses réflexions l’amènent à réaliser plusieurs designs. L'un d'eux s’inspire de la Sock Racer (1985). Elle possède une sangle au niveau du talon sans contrefort. L’idée a été reprise pour la Air Huarache (1991). Mais ses premiers croquis n’enthousiasment guère ses employeurs. Le nouveau design est trop avancé pour l’époque : il n’y a pas encore les matériaux et technologies pour le réaliser ! Tinker Hatfield doit reprendre ses réflexions qui vont aboutir à la création de la Air Max One. Cette première tentative de sneaker avec des bulles d'air visibles est vite oubliée.
En 2014, à la recherche d’inspiration pour la deuxième Air Max Day, Graeme McMillan et son équipe fouillent dans les archives et tombent sur le dessin rejeté. Cette fois, les innovations développées par Nike permettent de produire la chaussure. Une rencontre avec Tinker Hatfield a lieu ; le créateur des Air Max explique que les plans de conception originaux visaient à atteindre un confort maximum. On inclut dans la sneaker les dernières technologies Nike (avant-pied en moussse phylon, empeigne sans coutures en fuse et en mesh mono-filament). C'est ainsi que la Nike Air Max zéro a vu enfin le jour en 2015, 30 ans après avoir été dessinée !

## Nike Air Max One
Honorée aujourd'hui par Nike et par les amateurs de sneakers, la Air Max de 1987 est la première d'une longue série de chaussures qui ont contribué à la réussite de la firme de Beaverton. Pourtant sa création et ses débuts ont causé de nombreux tourments à son designer Tinker Hatfield. Inspirée par le Centre Pompidou, l'idée de rendre visible les bulles d'air suscite de l'hostilité au sein de l’entreprise. Des membres du service marketing doutent du succès commercial de ce nouveau modèle. Tinker Hatfield a même raconté que des messages avaient été scotchés à plusieurs reprises sur la porte de son bureau pour le décourager à poursuivre son travail.

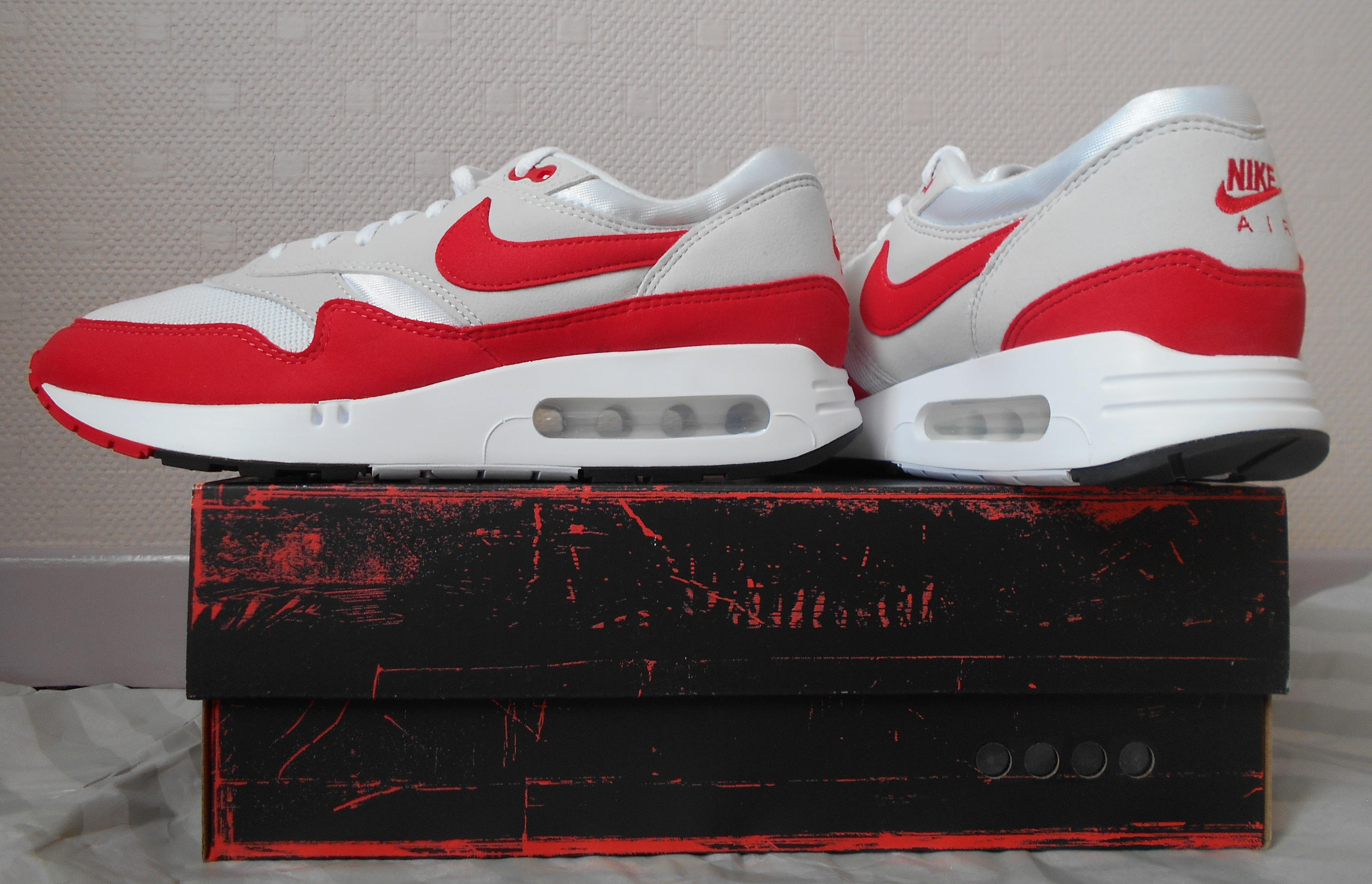
Air Max One "Big Bubble" (DQ3989-100). Réédition de 2023. Quatre unités d’air sont bien visibles.

Cependant il peut compter sur le soutien de Mark Parker, le PDG de Nike, et de Peter Moore, le créateur des Air Jordan 1 et des Nike Dunk. Son équipe a pu continuer d'améliorer le produit. Les coutures ont été déplacées pour laisser davantage de place à la bulle d'air. La couleur rouge permet d'attirer l'attention sur la paire. La tige est composée de nylon mesh et de suède synthétique. Une production de 400.000 exemplaires est lancée et la date de sortie est fixée. Mais un important problème surgit : l'unité Air apparente avait tendance à se fissurer par temps froid. Nike est contraint de cesser sa fabrication. L'adaptant dans l'urgence, les designers réduisent la fenêtre en longueur et en largeur  et travaillent sur une nouvelle unité Air pour éviter la catastrophe : la taille du coussin d’air apparent passa de 4 unités d’air visibles à 3.
Le 26 mars 1987, la Air Max « Big Bubble » est disponible à la vente, dans un Air Pack, contenant la Air Trainer 1, la Air Sock, la Air Revolution et la Air Safari. Mais elle disparaît quelques mois plus tard, remplacée par le nouveau modèle.
Une importante campagne publicitaire accompagne cette sortie. Des affiches publicitaires ont été créées. Fidèle au souhait de Tinker Hatfield de montrer au public la technologie Nike Air, l'une d'elles montre une bulle air transpercée par de la lumière. Nike parle de « révolution ». Un spot de télévision est diffusé, accompagné de la chanson « Revolution » des Beatles. Mais il engendre de nouveaux soucis pour Nike. Si la veuve de John Lennon, Yoko Ono, et la maison de disque EMI ont accepté l'utilisation du titre  pour 250 000 $, les membres vivants du groupe n'apprécient guère que l'on utilise leur œuvre pour la promotion d'un produit. Ils attaquent donc Nike en justice et l'emportent : la publicité est retirée l'année suivante.
Néanmoins la campagne marketing a bien fonctionné. Le succès de la Air Max a été immédiat : elle a conquis de simples coureurs mais aussi un autre public, celui de la rue. En 1987, Nike a vendu plus d’un million d’Air Max 1. Tinker Hatfield a gagné son pari : il peut concevoir d'autres sneakers Air Max. Les designers ont acquis plus de libertés qu'auparavant au sein de l'entreprise.
Depuis sa création, la Air Max 1 s'est déclinée en de nombreux coloris. La première réédition date de 1992. Elle a marqué un changement dans le design : la semelle intermédiaire et la semelle extérieure utilisées dans cette version ont été reprises de la Nike Air Max 90. Toutes les chaussures sont en cuir. Les rééditions en nylon ont repris en 1995. En 1996, le swoosh de Nike est devenu plus petit. À partir des années 2000, les collaborations se multiplient. La première a lieu en 2002 : le magasin japonais Atmos sort la Air Max 1 Safari, hommage aux Air Safari que Tinker Hatfield avaient conçues en 1987. Elle est suivie quelques mois plus tard de la Air Max 1 Viotech. En 2018, Nike lance la Air Max 1G, chaussure pour le golf. En 2023, la Aix Max 1 est déclinée en version claquette.

## Nike Air Max Plus Tuned (Tn, surnommé aussi "Requin")

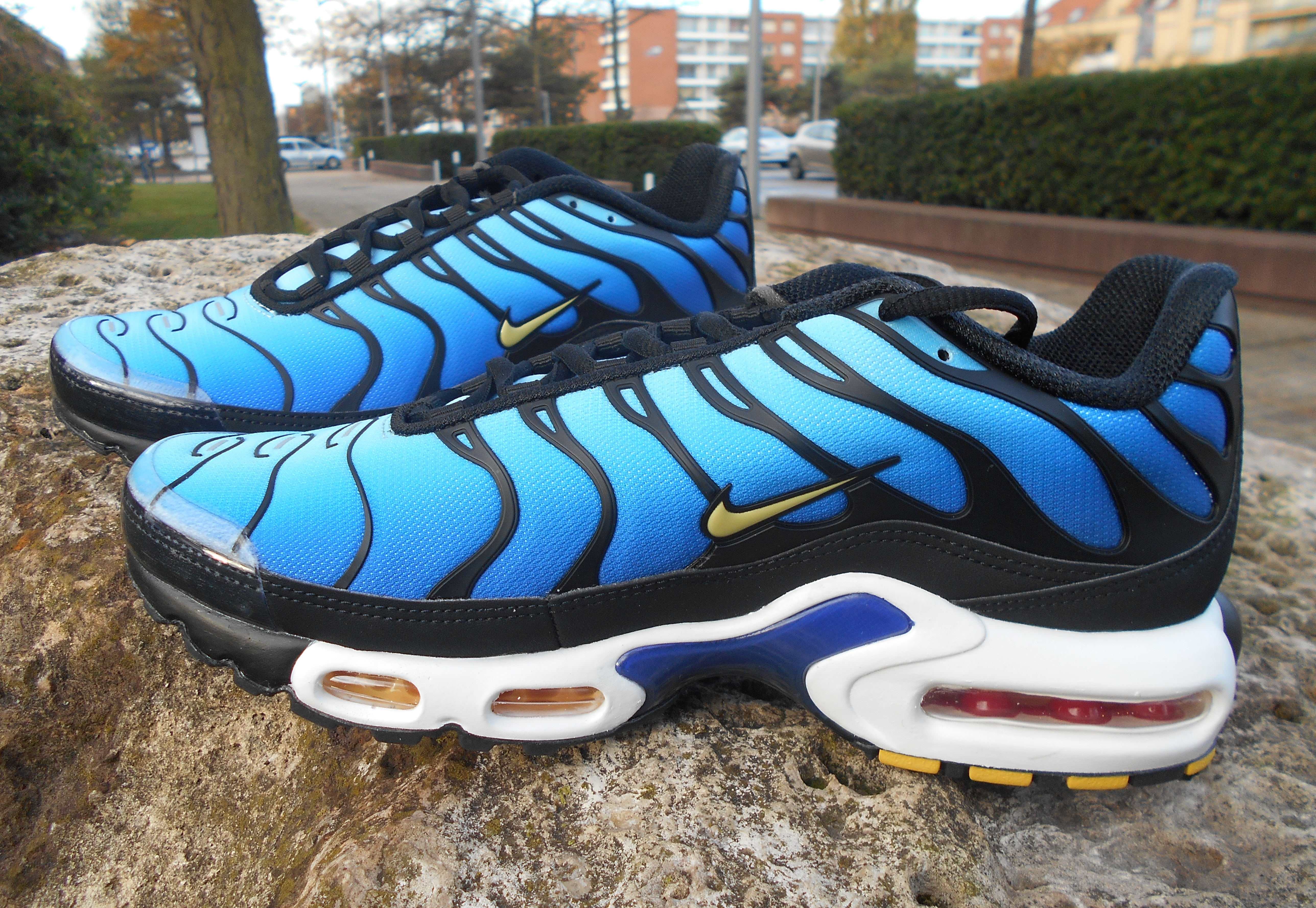
Nike Air Max Plus Hyper Blue (BQ4629-003 - Réédition du 8 novembre 2018). Un des premiers coloris de la Nike Air Max Plus, le plus emblématique. En 2003, Gilbert Arenas, meneur des Wizards de Washington, a joué avec la paire en match NBA.

En 1997, Nike souhaite créer une nouvelle running : la « Sky air ». C'est le designer Sean McDowell, nouvellement entré dans la firme américaine, qui est chargé de la concevoir.
Très rapidement, il se souvient de vacances en Floride et surtout d'un crépuscule dont les tons l'ont marqué. Il réfléchit à la conception de cette Sky Air. Quinze esquisses seront nécessaires avant que Nike ne valide le design de la future Tn.

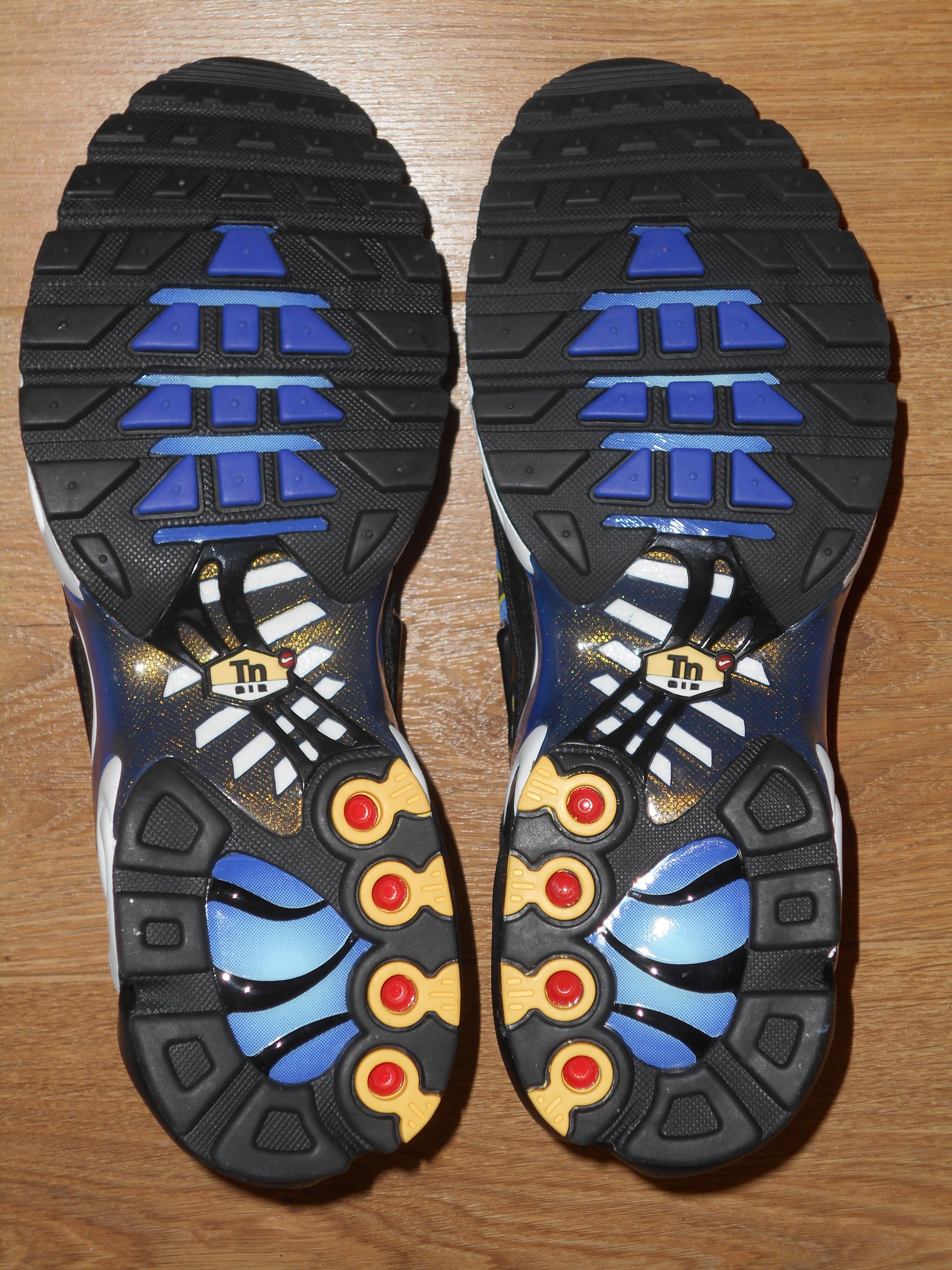
Semelle de la Requin (AJ6301-400 sortie en 2018)

Le mouvement des palmiers de Floride sont évoqués par les contours géométriques noirs. La queue d'une baleine sert d'inspiration aux courbes des motifs du dessus.
Selon les propos de Sean McDowell, la première paire était crépusculaire, la deuxième était presque toute noire avec un peu de rouge afin d’évoquer les étoiles dans la nuit, et la troisième paire était orange et jaune vif, pour représenter le lever du soleil le lendemain.

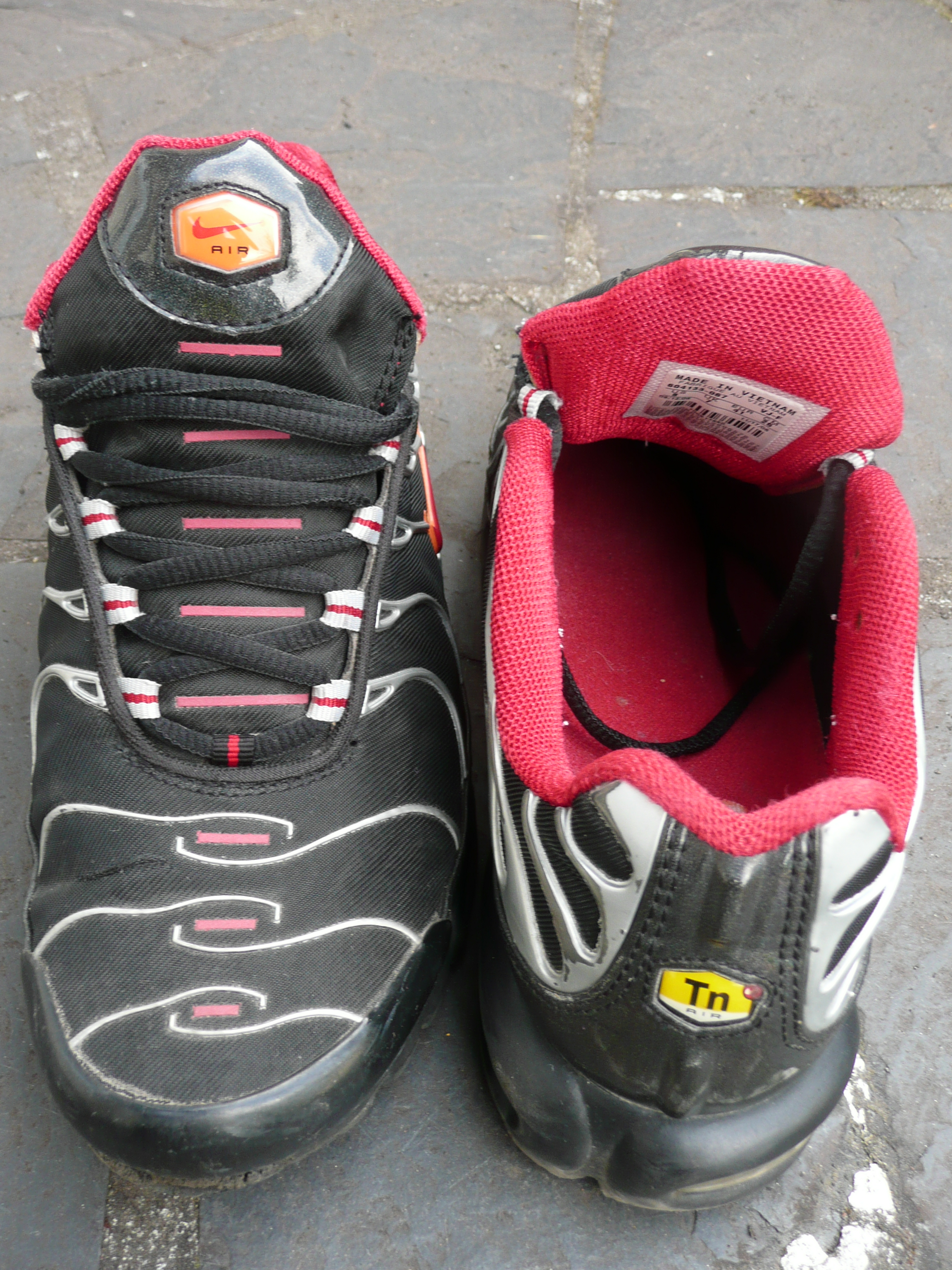
Avant et arrière de la Tn "Nid d'Abeille" (604133-067, sortie en 2006)

La technologie Tuned Air est l'innovation de ces nouvelles Air Max : elle promettait un amorti s’adaptant à chacune des morphologies. Le talon renferme une membrane séparée en deux parties bien distinctes : une chambre à air centrale accompagnée de quatre membranes. Cette technologie diminue le mouvement de supination du pied.

### 1998 - début des années 2000: le succès
Foot Locker est la première enseigne à obtenir les droits exclusifs de vente. Lors de son lancement, la sneaker fut exposée dans un magasin au moment où des écoliers finissaient leur journée. Selon les dires de Sean McDowell, le modèle a eu du succès en l’espace de dix minutes.
En Europe comme en Afrique du nord ou en Australie, ce sont les jeunes des banlieues qui sont à l'origine du succès de la Air Max Plus. Son style agressif leur plaît ; elle correspond à leur caractère. Ils la surnomment « Requin », faisant référence aussi à l'un des premiers dégradés de couleur, l'« Hyper Blue ». Vendue aux environs de 800 francs en France ou 240 $ en Australie, c'est la paire la plus chère des magasins Foot Locker. Elle intègre les codes vestimentaires comme la casquette et le survêtement Lacoste. Le monde du hip hop l'adopte et diffuse son image. En 2000, durant la cérémonie de Victoires de la Musique, Rim’K, AP et Mokobé, du groupe 113, reçoivent le trophée de « Révélation de l’année », des Tn aux pieds. D'autres rappeurs lui rendent hommage : les Français Mac Tyer avec un morceau entier nommé Paire de Requins (2006) ou Youssoupha dans Clashes  (2011), les Australiens de Sydney Serchaz dans Like My Brother (2009) ou Nter dans My Line (2008). Sur les plateaux de télévision française, l'humoriste Jamel Debouzze porte régulièrement des paires de Requins.
L'engouement auprès des adolescents, garçons comme filles, est important. La Tn envahit les cours de collège ou lycée. Conçue à l'origine pour la pratique de la course à pied, elle est devenue plus une chaussure de « style de vie » qu’une chaussure de sport. Cependant la Air Max Plus est rapidement assimilée aux jeunes délinquants, aussi certains consommateurs préfèrent-ils se détourner de ce modèle. Ce cliché durera en Europe.
En Amérique du Nord, la Tn n'a pas connu le même succès qu'en Europe ou en Australie. Elle a très vite été retirée des présentoirs des magasins de Foot Locker.

### Multiples déclinaisons et contrefaçons
Voulant profiter au maximum de ce succès, Nike a multiplié les déclinaisons de sa chaussure, avec de nouveaux motifs, des coloris variés et des matières différentes, changeant quelques détails pour lancer un nouveau modèle. Des Tn sans lacets ont été même créées. S'ajoutent aussi quelques ressorties. En 2008, des modèles hybrides reprenant l'aspect de la Requin sortent : la Nike Air Max Plus 360, la Nike Free Tn et la Nike Air Max 97 Plus. Elles ont peu de succès,.
D'autre part, les contrefaçons envahissent le marché. Des modèles farfelus sont vendus, comme une Tn à talon. Une version Burberry a même été vendue, sans accord de la marque de luxe.
Ces deux facteurs expliquent le déclin de la popularité de la Air Max Plus en Europe dans les années 2010. On se lasse de la Tn : elle devient démodée. Ce sont des sneakers plus classiques qui ont du succès : la Stan Smith et la Superstar, deux chaussures d'Adidas dont l'histoire est liée également au monde du hip hop, font leur grand retour dans la population. Malgré tout, la production et la vente de la Requin ne cessent pas.
La situation est différente en Australie où la Air Max plus continue de connaître le succès. Des milieux plus aisés l'ont adoptée et Nike sort certains coloris en exclusivité dans ce pays,.

### 2018: célébration du20eanniversaire pour reconquérir le public

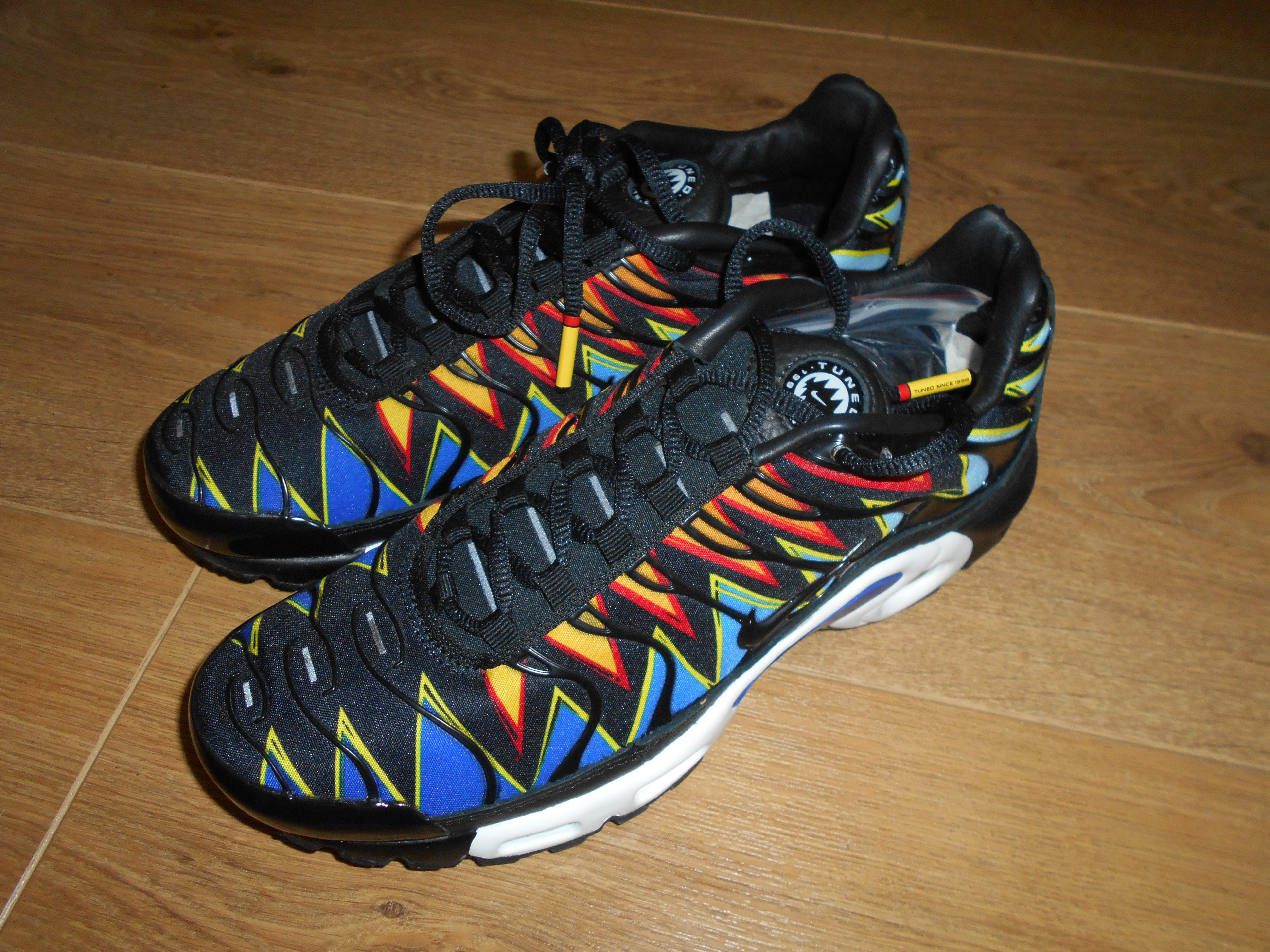
La « Requin » édition Paris (modèle AJ6301-400 sorti en mars 2018).

Pour fêter les 20 ans de la Tn en 2018, Nike veut renforcer la légende de sa sneaker et relancer ses ventes, notamment en France. Une interview du designer Sean McDowell est publiée sur son site.
En mars 2018 sort une édition spéciale Paris, en tirage limité. Les deux coloris d'origine « Hyper Blue » et « Sunset » sont appliqués sur fond noir. Des motifs triangulaires évoquent des dents de requin, hommage au surnom donné par les jeunes des cités. D'ailleurs, pour la première fois, Nike nomme officiellement sa chaussure « La Requin ». Elle est vendue uniquement en France, sur le site de la firme et dans sept boutiques parisiennes. Ce sont les rappeurs AP et Rim’K du groupe 113 qui réalisent la promotion de la paire dans une vidéo diffusée sur internet.

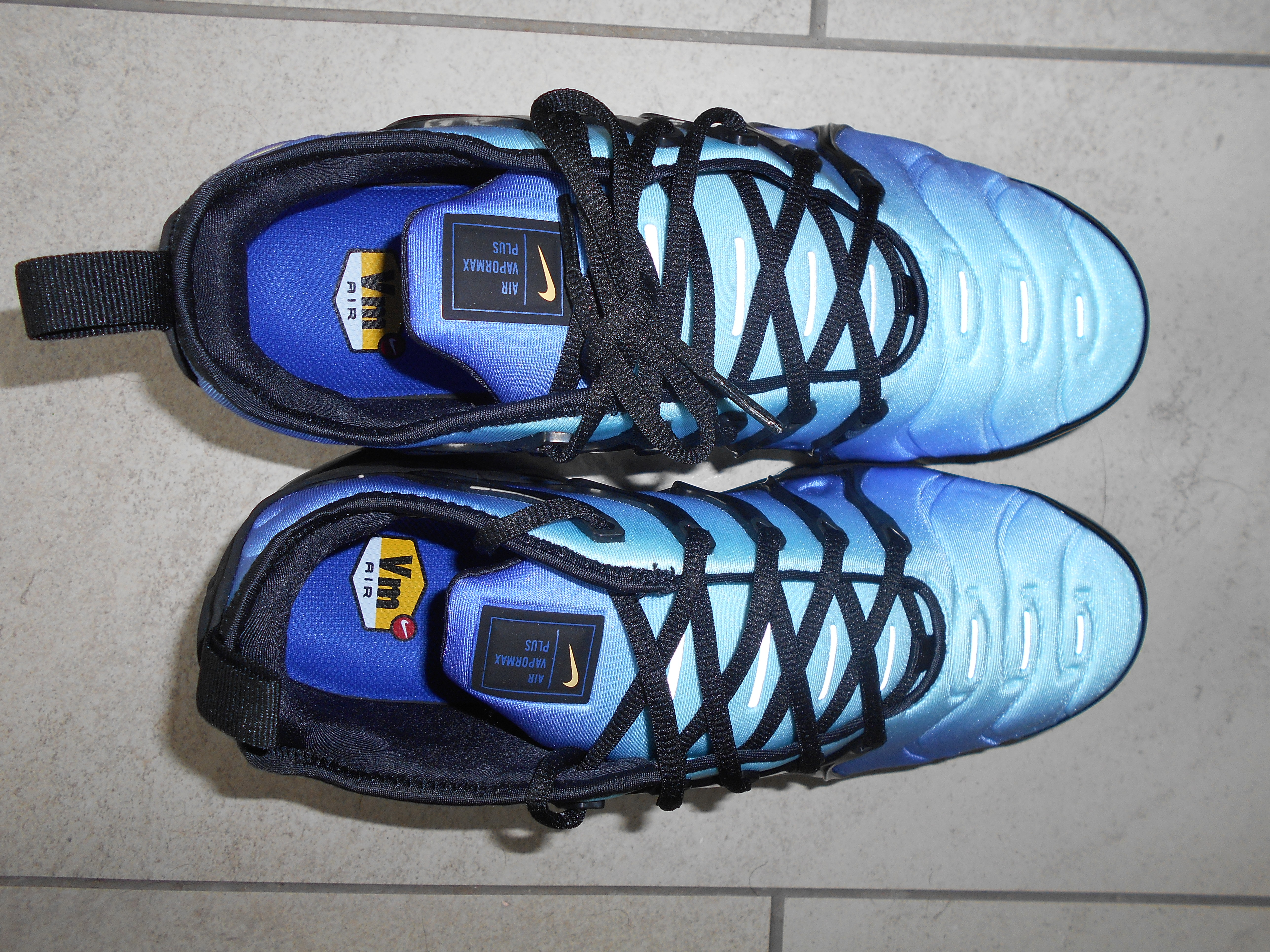
Ce modèle de Nike Air VaporMax Plus reprend l'aspect et le premier coloris (Hyper Blue) de la Requin (2018).

On parle à nouveau de la Tn dans les médias ; des personnalités racontent leur histoire avec la Requin. Nostalgiques, des trentenaires retrouvent la sneaker de leur adolescence. La Tn réapparaît dans les établissements scolaires.
D'autre part, Nike reprend le concept d'hybridation, comme avec la Nike Air VaporMax Plus, ou la Nike Air Max 97 Plus. Les coloris des premières Nike Air VaporMax Plus en 2018 sont d'ailleurs ceux qui ont fait le succès de la Nike Air Max Plus,,.
En automne 2018, les premiers coloris des Tn, Sunset, Hyperblue et Purple, sont réédités. Une nouvelle Nike Air Max Plus, la « Greedy », est mise en vente : l'empeigne se divise en deux avec, d'un côté, le coloris Hyperblue et, de l'autre, le Sunset.
La célébration du 20e anniversaire s'achève le 13 décembre 2018 à Montreuil. Dans un hangar, Nike recrée une rue entièrement consacrée à la Air Max Plus, avec une épicerie proposant de nombreux produits griffés Tn, un atelier de customisation de pièces, un restaurant « Tuned kebab », un magasin Foot Locker, etc. Les invités de cette soirée ont pu assister à un concert d'artistes possédant une paire de « Requins » aux pieds. Les médias spécialisés et les réseaux sociaux se chargèrent de décrire l'événement et diffuser les photographies,.

### Le succès retrouvé

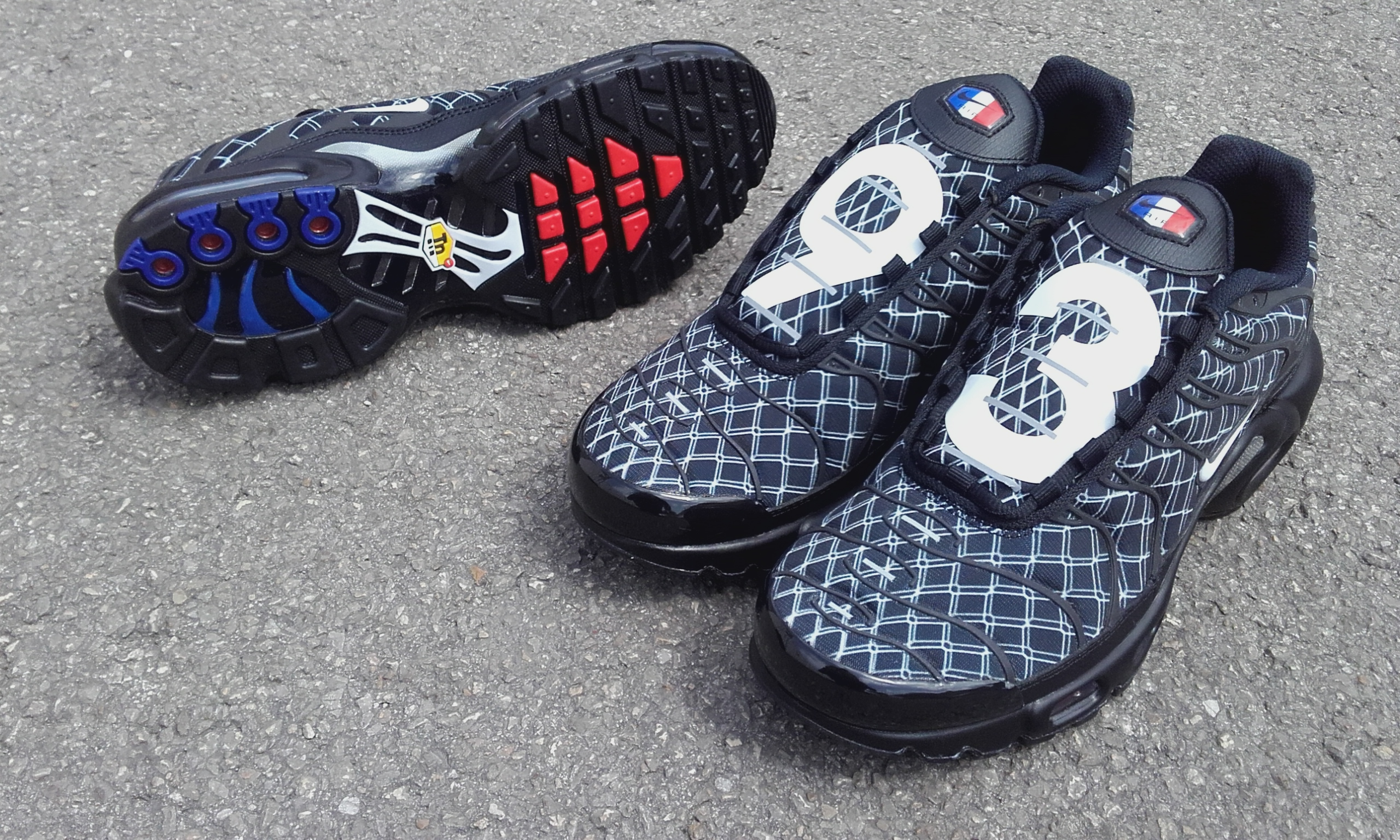
Air Max Plus Saint Denis 93 (DV3194-001), est une référence aux jeunes des cités du département français de Seine-Saint-Denis (2022).

À partir de 2018, un large public, tous milieux confondus, s'intéressent de nouveau aux Tn. Les jeunes découvrent ces baskets que leurs ainés portaient au début des années 2000. Des éditions limitées s'écoulent en peu de temps.   
Au printemps 2022, Nike et Foot Locker décident d'honorer la banlieue parisienne qui a contribué au succès de la "Requin" : ils sortent une Tn Saint-Denis. Par ce choix, ils célèbrent la culture musicale, artistique et sportive des cités, et l'influence qu'elles ont sur la mode. Un « 93 », dont les chiffres sont apposés sur chacune des deux languettes, fait référence au numéro de département de la Seine-Saint-Denis. Il représente aussi une ambiance, un lien qui unit les communautés des cités. La partie supérieure de la chaussure est recouverte d'un quadrillage évoquant une cage de but de football. Ce sport fait en effet partie intégrante de la vie des jeunes de ces quartiers, qui apprécient aussi bien les matchs dans les stades que ceux disputés dans la rue. Les couleurs du drapeau français se retrouvent sur le logo de la languette, sur la semelle extérieure ainsi qu’à l’intérieur des bulles d’air. C'est la première d'une série de paires de Air Max Plus inspirée des communautés européennes (Brixton, Berlin).  

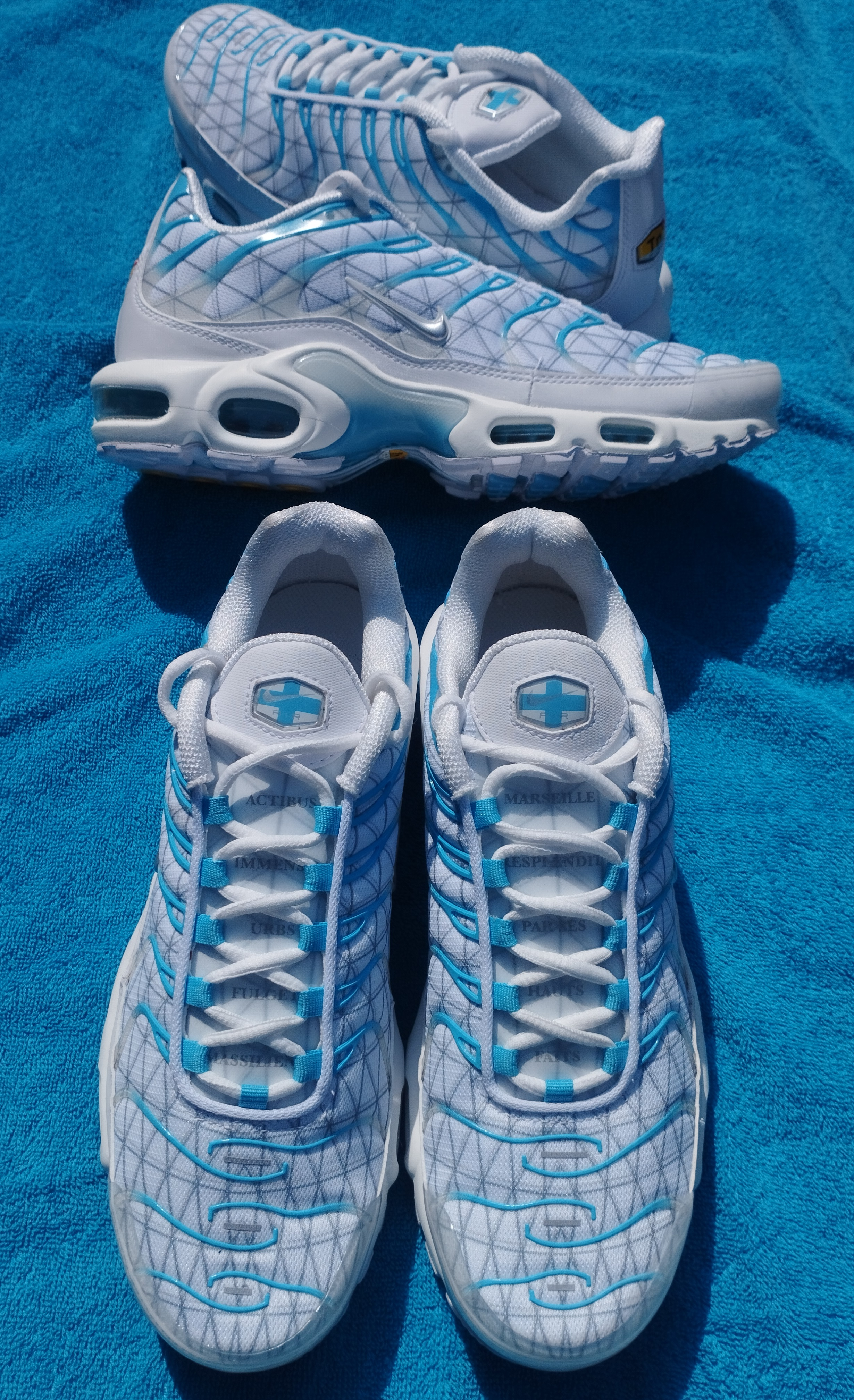
Nike Air Max Plus Marseille (FQ2397-100 – Sortie en août 2023). Outre la croix bleu ciel représentant le drapeau de la cité phocéenne, la devise « la ville de Marseille resplendit par ses hauts faits » (actibus immensis urbs fulget massiliensis, en latin) est inscrite sur la languette.

Le 17 août 2023, la vente en avant-première d'une Tn aux couleurs de Marseille attirent plusieurs centaines de personnes dans les quatre magasins Foot Locker  de la cité phocéenne ; l'événement est même relayé par les médias locaux,. Le 8 mai 2024, le rappeur Jul allume le chaudron olympique à Marseille chaussé de cette paire.  
Profitant de ce nouvel engouement, Nike crée de nouvelles variantes de sa basket. En 2021, la Nike Air Max Terrascape Plus intègre davantage davantage de matériaux recyclés ; les stries, plus épaisses, forment une cage en plastique résistante et, à l'arrière, le logo TN est remplacé par un TS.  En 2023, la Nike Air Max Plus Utility, surnommée aussi "Toggle", est équipée d'un système de laçage supplémentaire qui recouvre l'empeigne, ornée d'une virgule plus imposante et d'ondulations imprimés. La Nike Air Max Plus Drift (2024) se caractéristique par une base en mesh recouverte par une imposante cage en TPU, avec des ondulations en relief, sur toute la longueur de la chaussure ; le swoosh s'est déplacé du milieu de l'empeigne vers le talon ; le logo Hexagonal disparaît de l'arrière de la sneaker pour n’apparaître que sur la semelle intérieure ; l’arche de soutien en forme de queue de baleine et plusieurs éléments du bas de la semelle extérieure sont ornés d'un quadrillage en relief. 

## Les autres Nike Air Max Plus
Neuf autres Nike Air Max Plus ressortirent dans les années 2000. Cependant, à cause de l'importante popularité de la « Requin », elles ne connurent pas le succès escompté ou passèrent quasiment inaperçues.
- Introduite en 1999, la Nike Air Max Plus II, a été surnommée « La Dauphin » à cause de sa forme plus ronde. Sa tige en mesh est ornée de stries ondulées horizontales. Un empiècement en nubuck se trouve sur l'embout. Mais son design n'a pas convaincu et elle tomba dans l'oubli. Sa réédition durant l'automne 2020[59] ne réussit toujours pas à la populariser, malgré un nouvel intérêt pour les Tn.

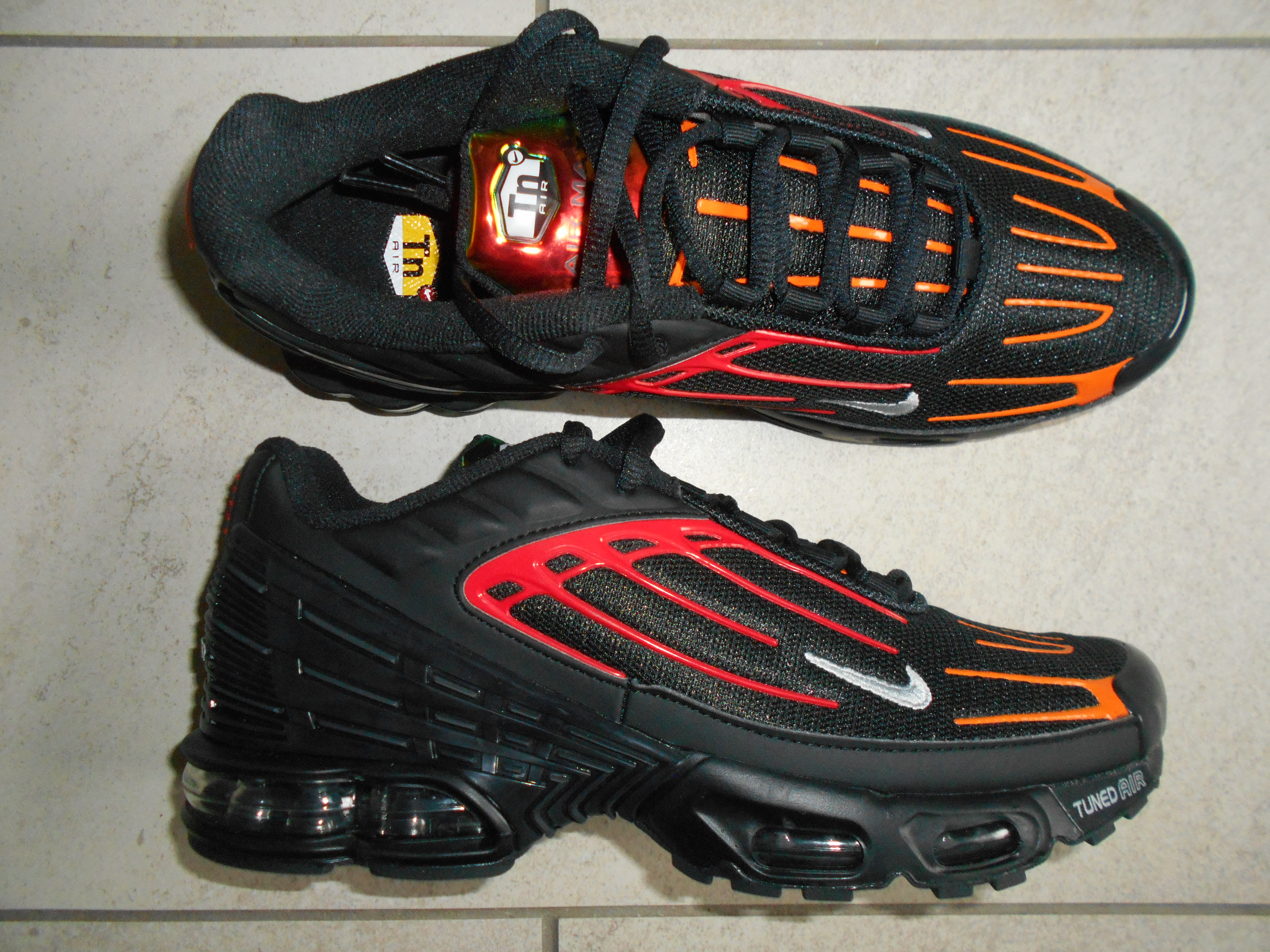
Nike Air Max Plus III "Blood Orange" (2020). Elle apparaît dans les clips de plusieurs rappeurs français : Mess, Timal, Moubarak feat L'Allemand, Tisco, Gambi...

- Nike Air Max Plus III "Blood Orange" (2020)[60]. Elle apparaît dans les clips de plusieurs rappeurs français : Mess, Timal, Moubarak feat L'Allemand, Tisco, Gambi...Sortie en 2000, la Nike Air Max Plus III est le seul modèle dont Nike n'est pas propriétaire : la marque partage en effet les brevets avec Foot Locker[61]. Son design est aérodynamique, suivant l'idée de son concepteur qui souhaitait réaliser une nouvelle chaussure de course. Les éléments de renfort horizontaux sur l’empeigne en mesh sont censés donner une sensation de vitesse et de mouvement[62]. Le talon renforcé par une large pièce en plastique lui ajoute un aspect futuriste. Disparue depuis 2006, elle est réapparue pendant l’automne 2019[63],[64]. Profitant du retour à la mode de la  tenue vêtements Lacoste – Tn notamment dans les cités de banlieues françaises, mise en valeur dans les clips des rappeurs français, elle s'impose durablement dans la rue à côté de la Nike Air Max Plus I.
- la Nike Air Max Plus VII (2006) retrouve la forme de la première Tn, avec des dégradés de couleurs. Les stries ont disparu. La tige et le dessous de semelle extérieure se couvrent de formes de gouttes d'eau[65].

## La Nike Air Max 270

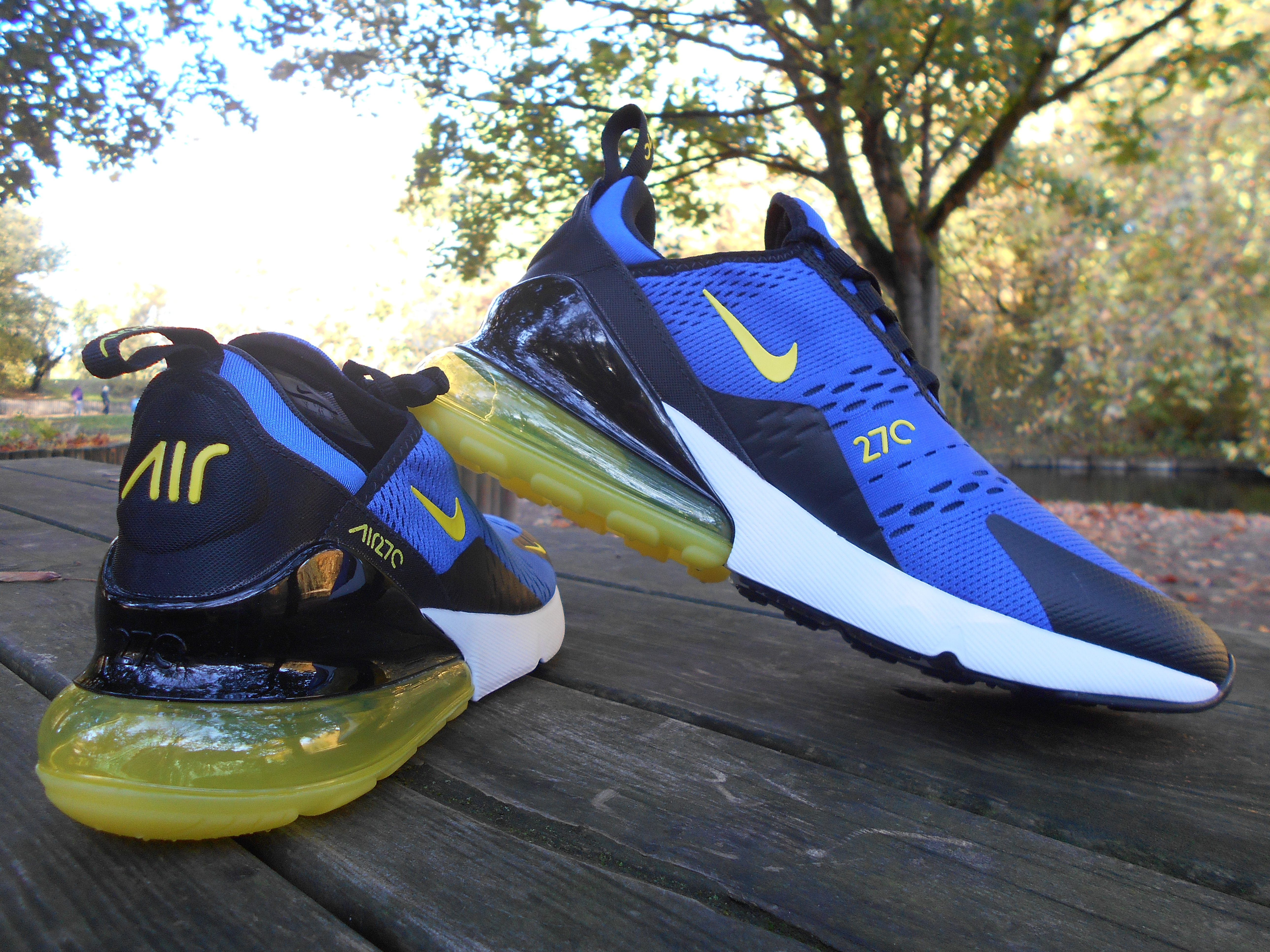
Air Max 270 (BV2517-400 en 2018) aux couleurs des Warriors de Golden State.

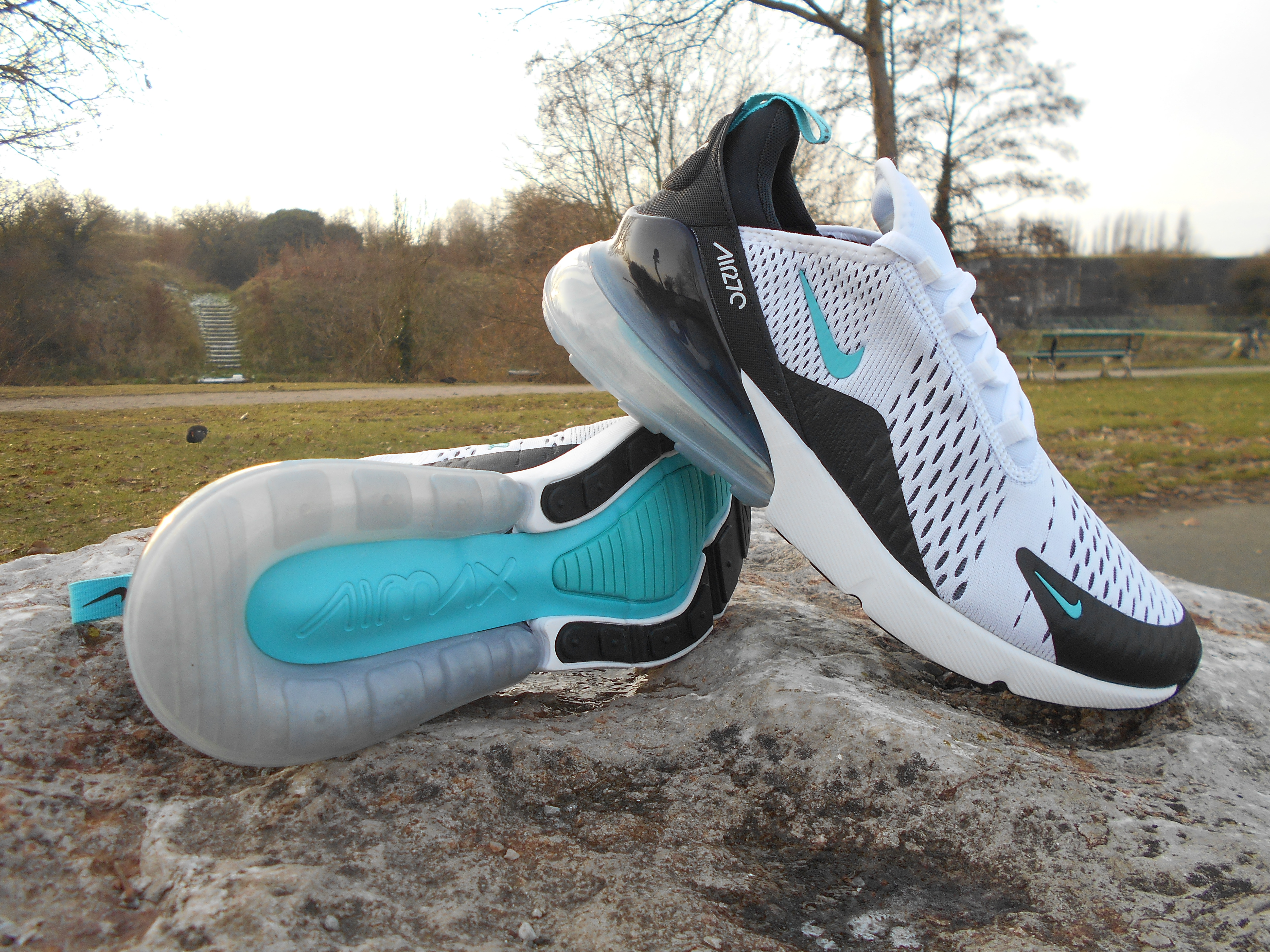
Air Max 270 dusty cactus (AH8050-001). Ce modèle, l'un des premiers, fut choisi pour la campagne promotionnelle en mars 2018.

Sortie en 2018, la Nike Air Max 270 est la première Air Max à avoir été conçue pour le port quotidien et non pour la pratique du sport.
Sa particularité tient principalement à l'importance de son unité air au niveau du talon : elle est haute de 32 mm et plus épaisse de 15 %. L'empeigne se compose principalement de tissu en filet ou « mesh »,.
Ses créateurs se sont inspirés des Air Max 180 et Air Max 93 et la nouvelle basket devait se nommer à l'origine Air Max 273. Cependant c'est le surnom « 270 » qui a été retenu, faisant référence aux 270 degrés de visibilité de l'unité air.
Kevin Durant, basketteur des Warriors de Golden State, a pu tester la Nike Air Max 270 avant le match contre le Thunder d'Oklahoma City, le 22 novembre 2017.
Comme pour la Air Max plus édition spéciale « Paris », Nike choisit pour promouvoir sa nouvelle Air Max de souligner l'importance des jeunes de banlieue parisienne dans la diffusion de ses sneakers. Début mars 2018, une sortie en avant-première de la 270 est organisée dans des magasins éphémères installés dans des immeubles de cités, à Corbeil-Essonnes et à Aubervilliers. Cet « événement » est relaté par les réseaux sociaux et par des médias nationaux et internationaux spécialisés dans la culture urbaine, comme Highsnobiety. Par ailleurs, le média Clique interviewe cinq jeunes originaires de différentes banlieues parisiennes ; ils relatent leur parcours personnel, les relations humaines dans leur quartier, l'importance des Air Max dans leur quotidien… Ils apparaissent aussi sur des affiches, avec des 270 Dusty Cactus aux pieds. En mai 2018, une vidéo créée par l'agence Yard résume les étapes et le succès de cette campagne promotionnelle avec le message : « La banlieue influence Paris et Paris influence le monde ». Une utilisation sportive de la 270 n'est pas évoquée ; la nouvelle Air Max est présentée uniquement comme une sneaker de la rue.
Très rapidement, la Nike Air Max 270 connaît un succès populaire : elle est la deuxième sneaker la plus vendue en Amérique du Nord aux deuxième et troisième trimestres 2018.
Début 2019, Nike sort la basket montante Nike ISPA Air Max 270 SP SOE : elle possède la même forme de semelle, avec sa bulle d'air au talon, que la Nike Air Max 270 .

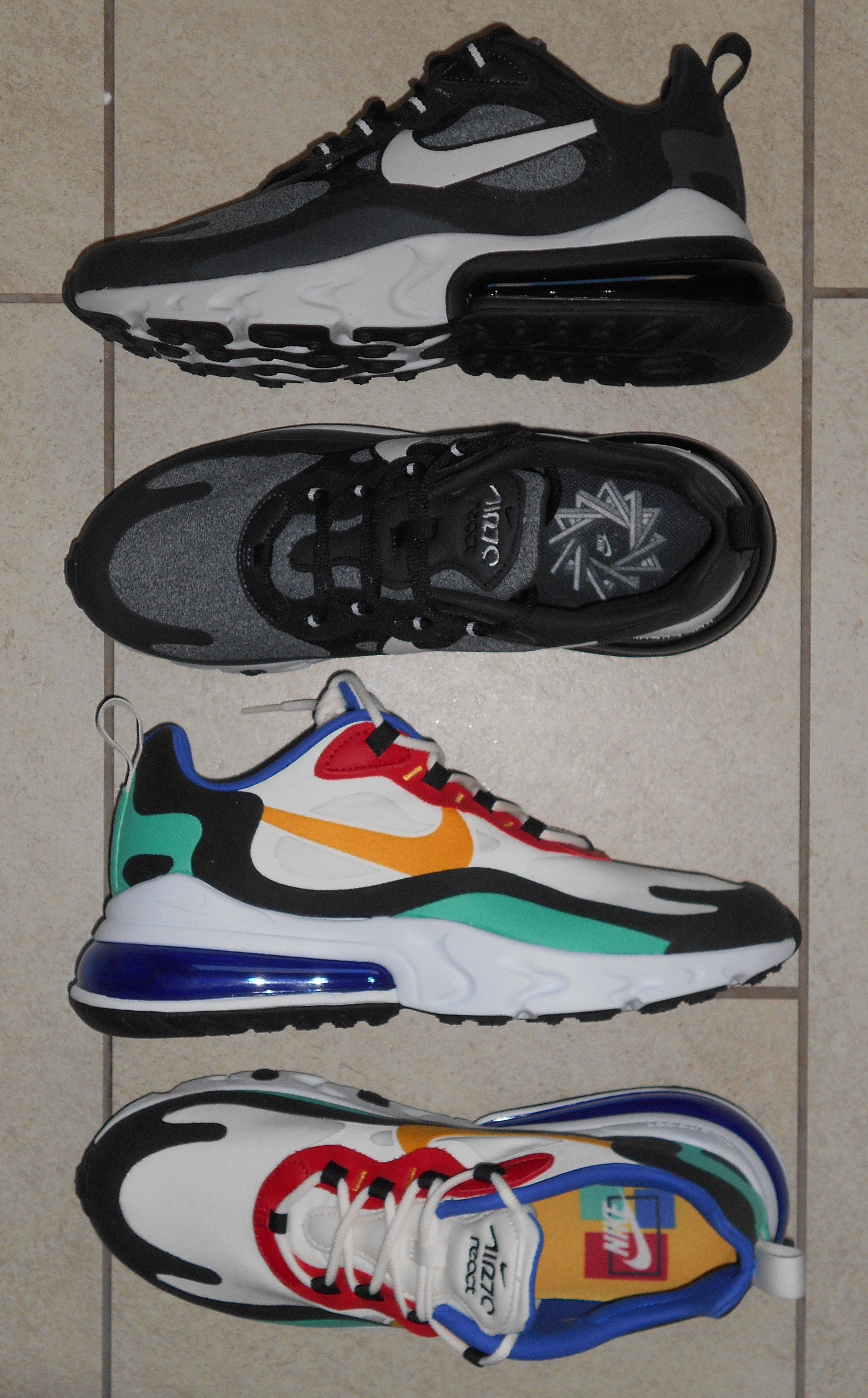
En haut, Nike Air Max 270 React Op Art (AO4971-001). En bas, Nike Air Max React Brahaus (AO4971-002).

Diffusée à partir de juillet 2019, la Nike Air Max 270 React, imaginée par le designer Dylan Raasch, associe l'unité air de la 270 et la conception de la React Element 87. L'empeigne superpose des matériaux sans soudure ni couture. Les coloris et la décoration de la semelle intérieure s'appuient sur des mouvements ou styles artistiques (art optique, Bauhaus, impressionnisme, psychédélisme, abstraction géométrique, pop art...), sur des genres musicaux (hip-hop, punk rock, heavy metal, EDM, reggae).
Cependant, malgré le message publicitaire de Nike, les 270 ne sont pas les Tn : elles n'arrivent pas à s'imposer comme élément identitaire des jeunes des cités. Le succès ne résiste pas au temps : en 2021, elles se font rares dans les rues.

## La Nike Air Max 720

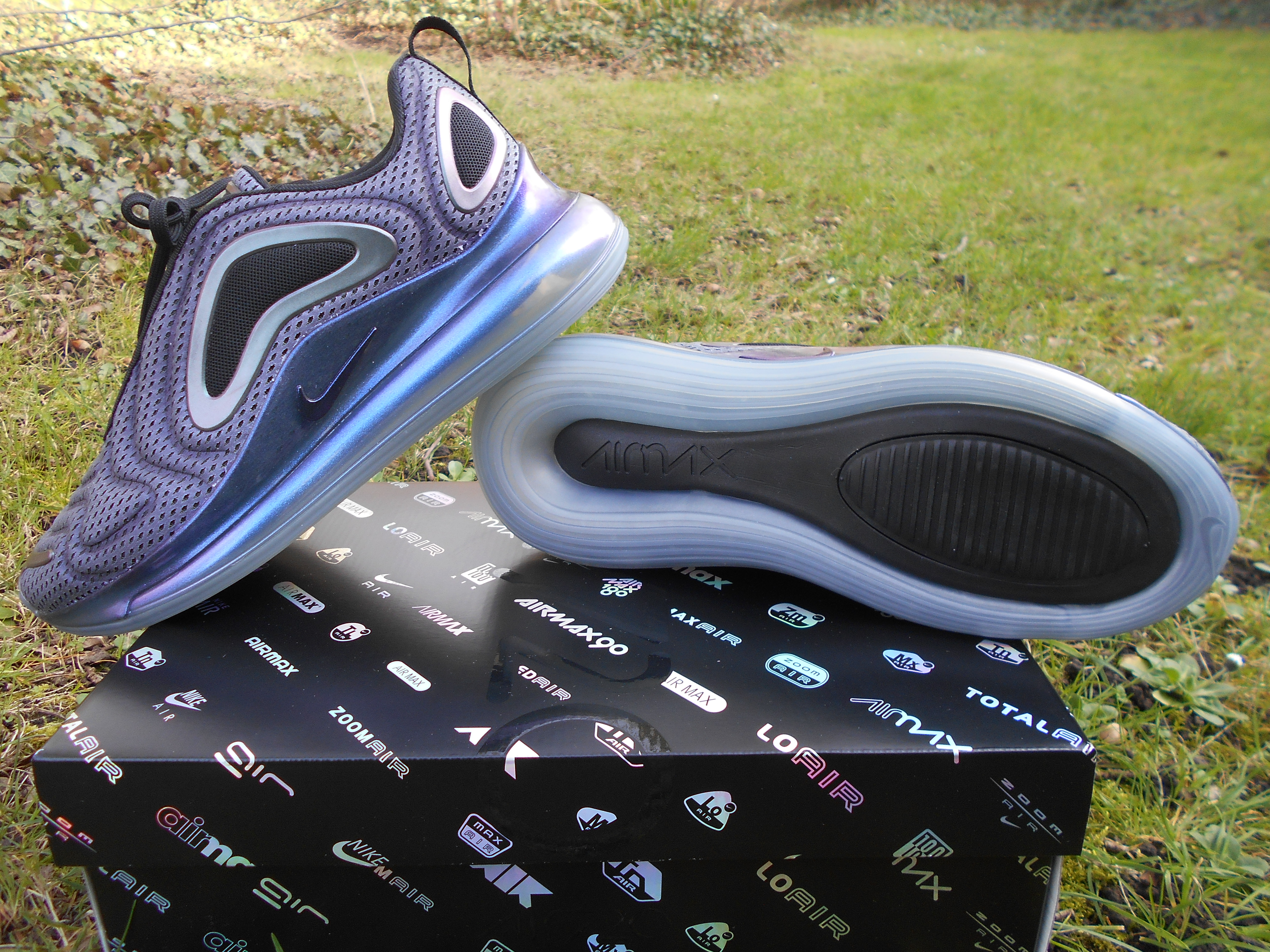
La Nike Air Max 720 « Northern Lights » (AO2924-001). Il s'agit du premier coloris, sorti en février 2019.

La Nike Air Max 720 est commercialisée à partir de février 2019. Ses concepteurs Dylan Raasch et Jesi Small ont prolongé le travail réalisé sur la Nike Air Max 270. La bulle d'air entoure dorénavant la semelle. Visible à 360 degrés horizontalement et verticalement, elle donne son nom à cette Air Max. Au talon, elle atteint 38 mm de hauteur. Soucieux de son image, Nike diffuse l'information  que cette nouvelle semelle est composée à plus de 75 % de matériaux recyclés : cela permet aussi à la firme d'abaisser les coûts de production. L'empeigne est parcourue par des sillons ondulés, rappelant l'aspect de la Nike Air VaporMax Plus. Pour les coloris, Dylan Raasch admet avoir été influencé par la Nike Air Max Plus Tuned ; ils s'inspirent de la nature : aurores boréales,, coucher et lever du soleil,, désert, éclipse solaire , voie lactée...
La Nike Air Max 720 Saturn est une basket montante, inspirée des sports automobiles. Elle possède une fermeture éclair le long de l'empeigne.
Dès sa sortie en France, des rappeurs, comme Ninho  ou Niska , ont été sollicités pour la promotion de la 720. À Montfermeil, des jeunes furent invités à participer à des ateliers photographie mettant en valeur la nouvelle basket,. Nike continue ainsi d'associer le monde des cités à ses Air Max.

## Dans la culture populaire

### Art contemporain
La Nike Air Max se trouve intégrée dans certaines œuvres d'art ou performances artistiques. Par exemple, les artistes Pinar & Viola ont organisé la performance « fétichiste » Lick my Nikes dans le cadre des manifestations du festival Gabber Expo à Paris en mai 2014.
Marqué par le code vestimentaire de la fin des années 1990 – début 2000, orienté vers la culture de rue, l'artiste belge Jonas Cozone dessine les jeunes des cités de cette époque. Ses personnages prennent la forme d'animaux anthropomorphisés, portant casquette, vêtements de sport (la plupart du temps de marque Lacoste ou Nike), et toujours des Nike Air Max.

### Musique
Devenues un élément identitaire des jeunes des cités et aussi un symbole de leur révolte contre la société, les Nike Air Max, et surtout les Tn, sont évoquées par de nombreux rappeurs.
- En 1999, le rappeur allemand Jan Delay parle des Air max dans son morceau King Nike Air.
- En 2000, le rappeur français Disiz la peste évoque le prix élevé des Air Max dans son Ghetto Sitcom : « Lâche les Air Max t'auras plus de fric. ».
- Dans Hate it or love it (2005), le rappeur américain The Game affirme : « I'd kill you if you try me for my Air Max 95s. ».
- Dans son album Le Général, Mac Tyer consacre un morceau entier à la Nike Air Max Plus : Paire de Requins (2006).
- En Australie, dans My Line (2008), Nter écrit : « You know how I do rockin’ TN shoes, and if ya wanna get smart I’ll take yours too. ».
- En 2009, le rappeur australien Sydney Serchaz évoque les Nike Air Max Plus dans son morceau Like My Brother : « Polo Sport with the seven bubble Air Max, brand new clothes is all that I rock lad ».
- Dans Clashes, Youssoupha écrit en 2011 : « Le bitume c’est les dents de la mer. Retiens la raison pour laquelle on marche en Air Max Requin »
- En 2018, dans le featuring de Rim'k et Ninho : Air Max[96].
- Dans Gasolina (2021), Hornet La Frappe (feat. Ninho) chante : "C'était trois doses la dernière paire d'Requins"
- En 2021, Booba a « sorti les Tn » pour exprimer sa révolte contre les mesures sanitaires lié au COVID-19. Il nomme sa chanson « Tn » et détourne même le logo de la sneaker.

### Clips musicaux
Très présentes dans les cités de banlieues, les Nike Air Max sont logiquement visibles voire mises en valeur de nombreux clips de rappeurs, tournés souvent dans ces quartiers et mettant en scène leur population. Voici quelques exemples.
- Le clip de Un Gaou à Oran interprétée par 113, Magic System et Mohammed Lamine (2004) commence sur un gros plan sur les « Tn » « Tiger » de deux jeunes hommes de cité.
- Les trois rappeurs du groupe 113 portent des « Requins » dans le clip de Les Princes de la ville (2000).
- Plusieurs modèles de Nike Air Max sont montrés dans le clip Roro de Ninho (avril 2017) :  les Nike « Air Max One » blanches et rouges du rappeur français, mais aussi les Nike « Air Max 95 » noires ou les Nike « Air Max Plus » Jacquard grises des jeunes de son quartier de Nemours...
- Dans le clip Personne de Bigflo et Oli (2017), Jamel Debouzze porte des « Nike Air Max Tuned 1 ».

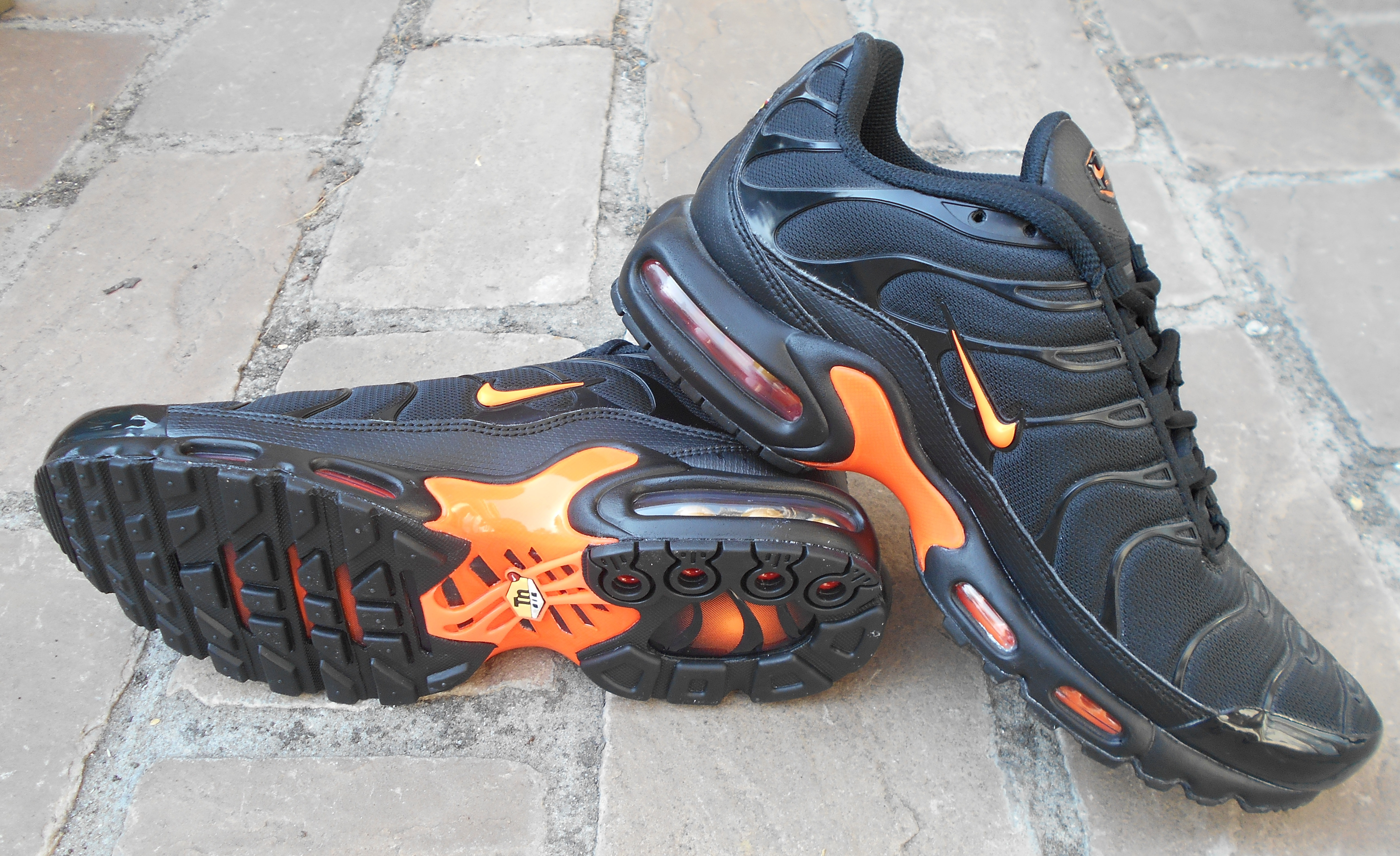
Tn (AO9564-001) portées par Ninho dans le clip Air Max (2018)

- Tn (AO9564-001) portées par Ninho dans le clip Air Max (2018)Pour le clip Air Max (juillet 2018), Rim'K est revenu dans son quartier de Vitry-sur-Seine, accompagné de Ninho, tous deux chaussés de la Tn[97]. Le groupe 113, dont il fait partie, avait contribué au succès de cette basket au début des années 2000. Ils sont entourés principalement d'enfants ou d'adolescents. Parmi eux, un jeune garçon porte des Tn taille adulte, attachés par les lacets, autour du cou. Le temps passe mais les Requins demeurent bien présentes dans les cités : elles sont devenues un lien entre les générations.
- Associé à Nike, Niska dévoile les Nike Air Max 720 « Sea Forest » dans son clip Giuseppe (2019)[98].
- En juillet 2020, dans Lacoste Tn, Moubarak feat L'Allemand célèbrent le retour des vêtements Lacoste et des Air Max Plus dans les cités de France. Dans le clip, outre des Tn 1 noires, on peut voir des VaporMax Plus et surtout les Air Max plus III.
- Tisco a composé deux chansons « paire de Tn ». Dans le clip de la première (2021),Tisco montre son amour pour ces sneakers : il admire, caresse ses nouvelles Air Max plus III Obsidian. Dans le clip de la seconde (2022), il oblige un jeune à enlever ses Air Max 90 blanches pour lui faire enfiler des Tn II.
- Dans son clip « Air Max Tn » (2023), le rappeur belge Le Dark proclame sa passion pour les Tn : « Air Max TN, je m'en lasse plus ! ». Il fait d'ailleurs l'acquisition de plus d'une dizaine de paires pour les distribuer dans son quartier ![99]

### Films et séries télévisées
- Dans La Haine (1995) de Mathieu Kassovitz, un pratiquant de breakdance a des « Nike Air Max Classic BW ».
- Dans la série télévisée H, Jamel Debbouzze porte des « Nike Air Max 95 » dans Une vie de chien (épisode 10, saison 1), des « Nike Air Max Plus » dans Un coup de froid (épisode 16, saison 1, 1998).
- Au début de Wasabi de Gérard Krawczyk (2001), gros plan sur des « Requins » noirs avec contours argentés d'un danseur d'une boite de nuit.

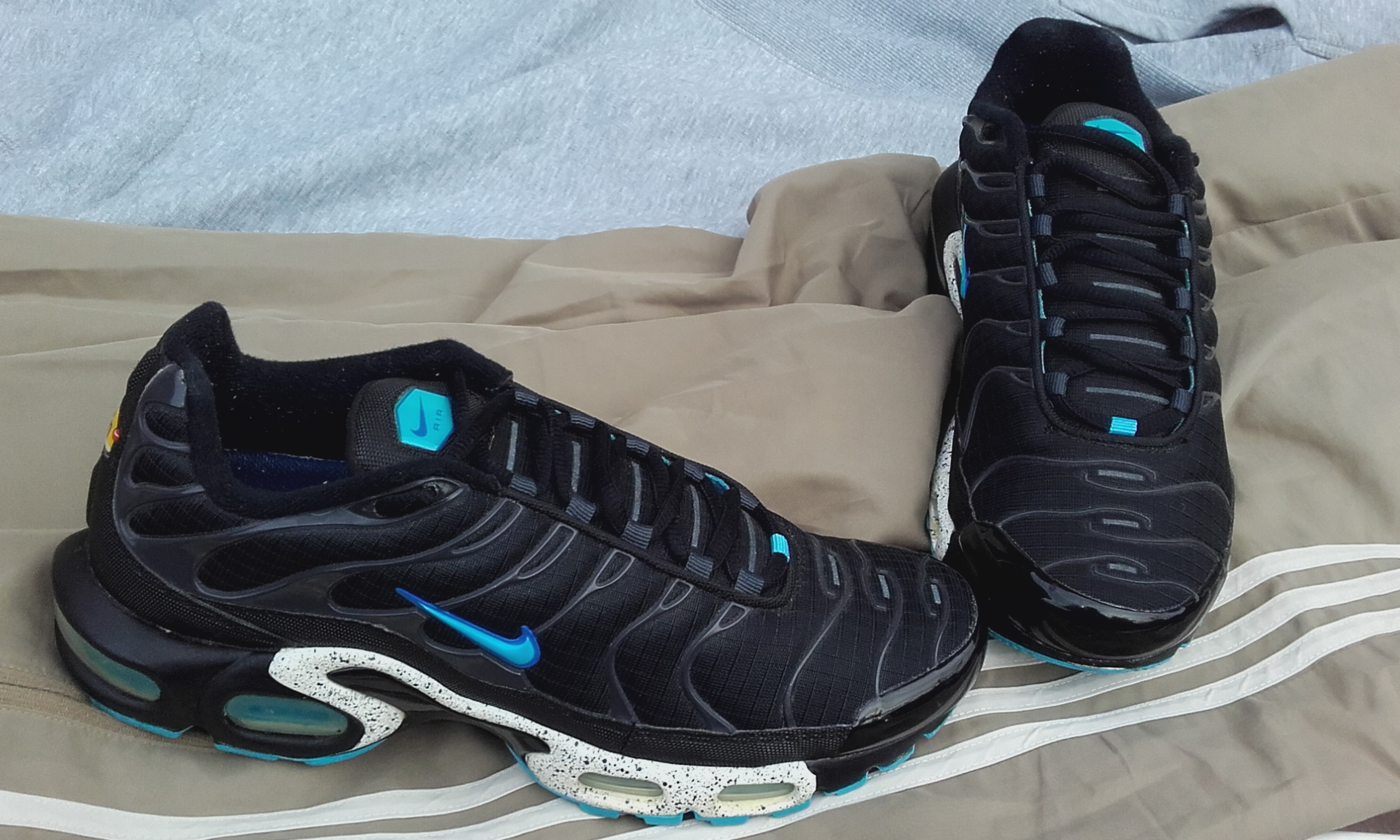
Dans Neuilly-sa-mère !, ces "Requins" (605112-042, sorties en 2008) sont celles de Sami Benboudaoud lorsqu'il vivait dans sa cité de Chalon. Elles sont bien visibles sur l'affiche du film.

- Dans Neuilly-sa-mère !, ces "Requins" (605112-042, sorties en 2008) sont celles de Sami Benboudaoud lorsqu'il vivait dans sa cité de Chalon. Elles sont bien visibles sur l'affiche du film.Dans Neuilly sa mère ! réalisé par Gabriel Julien-Laferrière (2009), Sami Benboudaoud (Samy Seghir) et certains de ses amis de la cité Maurice Ravel à Chalon-sur-Saône, portent des « Requins ». L'adolescent devra les abandonner quand il logera à Neuilly-sur-Seine. Associées à un pantalon de sport Adidas et à un sweat à capuche gris, elles apparaissent sur l'affiche du film pour montrer les différences sociales entre Sami et la famille aisée de sa cousine.
- Dans Case départ de Lionel Steketee, Fabrice Eboué et Thomas N'Gijol (2011), Joël (Thomas N'Gijol) porte des « Requins » noires et rouges. Lors de son aventure dans les Antilles de 1780, un chasseur d'esclaves s'en empare.
- Driss, interprété par Omar Sy, a, notamment, une réédition de « Nike Air Max One », dans le film de Olivier Nakache et Éric Toledano, Intouchables (2011).
- Huit déclinaisons différentes de la « Requin » apparaissent aux pieds des habitants de la cité de Melun, notamment de Mousten (Franck Gastambide) et de Momo (Jib Pocthier), personnages principaux de Les Kaïra de Franck Gastambide (2012).
- Parmi les sneakers de Sami dans Neuilly sa mère, sa mère ! réalisé par Gabriel Julien-Laferrière (2018), il y a des « Nike Air Max One » blanc et rouge.
- Dans le film réalisé par Jon Watts Spider-Man: Far From Home (2019), Peter Parker (Tom Holland) voyage en Europe avec des Nike Air Max One.
- Dans La traversée de Varante Soudjian (2022), un skippeur, Riton, ancien policier de la BAC ayant fui la banlieue parisienne, doit emmener des jeunes de cités sur un voilier, pour une traversée de la Mer Méditerranée. Il leur est très hostile, prêt à les rabaisser. L'un des adolescents, Paulo (Enzo Lemartinet) possède des Air Max Plus Clear Emerald (862201-008, sorties en 2019). Mais un jour, il les oublie sur le pont du bateau ; Riton en profite pour jeter ces baskets emblématiques des cités en mer. A la fin du voyage, le skippeur, ayant modifié quelque peu l'image qu'il avait de ces jeunes , lui rachète des Tn qu'il s'est procuré... au Maroc ! Lors des avant-premières du film, Enzo Lemartinet, suivant la tenue adoptée par son personnage, se présenta avec les Air Max Plus Saint Denis 93 ; Il afficha ainsi son attachement aux Tn, méprisées et malmenées dans la fiction, mais dont il appréciait la valeur identitaire, en mettant en avant, en plus, un modèle qui honorait les cités de la banlieue parisienne.

## Documentations
- Respect The Architects. The Paris Air Max 1 story, documentaire de Thibaut de Longeville, 2006. Tinker Hatfield explique la création de la Nike Air Max One.
- Sneaker Freaker, The ultimate sneaker book, Taschen, 2018, 674 p.,  (ISBN 978-3-8365-7223-1). Cet ouvrage, renfermant de nombreuses informations et de documents, consacre un gros chapitre aux différentes Nike Air Max, avec une interview du créateur Tinker Hatfield.
- Max Limol, Culture sneakers, 100 baskets mythiques, éditions Hugo Image, 2015, 216 p.  (ISBN 9782755622126).
- Mathieu Le Maux, 1000 baskets cultes, édition Hachette, 2015, 210 p.  (ISBN 9782013962704). Quatre pages (44 à 47) présentent différents modèles de la Nike Air Max.
- Unorthodox Styles, Sneakers : the complete collector's guide, éditions Thames & Hudson, 2005, 256 p.  (ISBN 978-0-500-51215-9).
- U-Dox, Sneakers : le guide complet des éditions limitées, éditions Arthaud, 2015, 256 p.   (ISBN 2081348411).
- Sneaker Freaker Boogazine, issue 41 : Looney Tuned !, 2019  (ISSN 1833-6884). Cette revue anglaise présente une cinquante de Air Max Plus, sorties entre 1999 et 2018, dont une Tn 360 et deux Tn 7.
- Lucas Scotti. De la “ Air Max Plus ” à la “ #TN ” : la transformation d’un objet commercial en un objet sous-culturel symbolique, puis sa récupération et sa médiatisation sur Instagram. Sciences de l’information et de la communication. 2019.
- Sneaker Freaker et Foot Locker, Stay Tuned, 2023, 314 p. Ce livre en anglais a été publié à l'occasion des 25 ans de la Air Max Plus[100].